# Gamepad

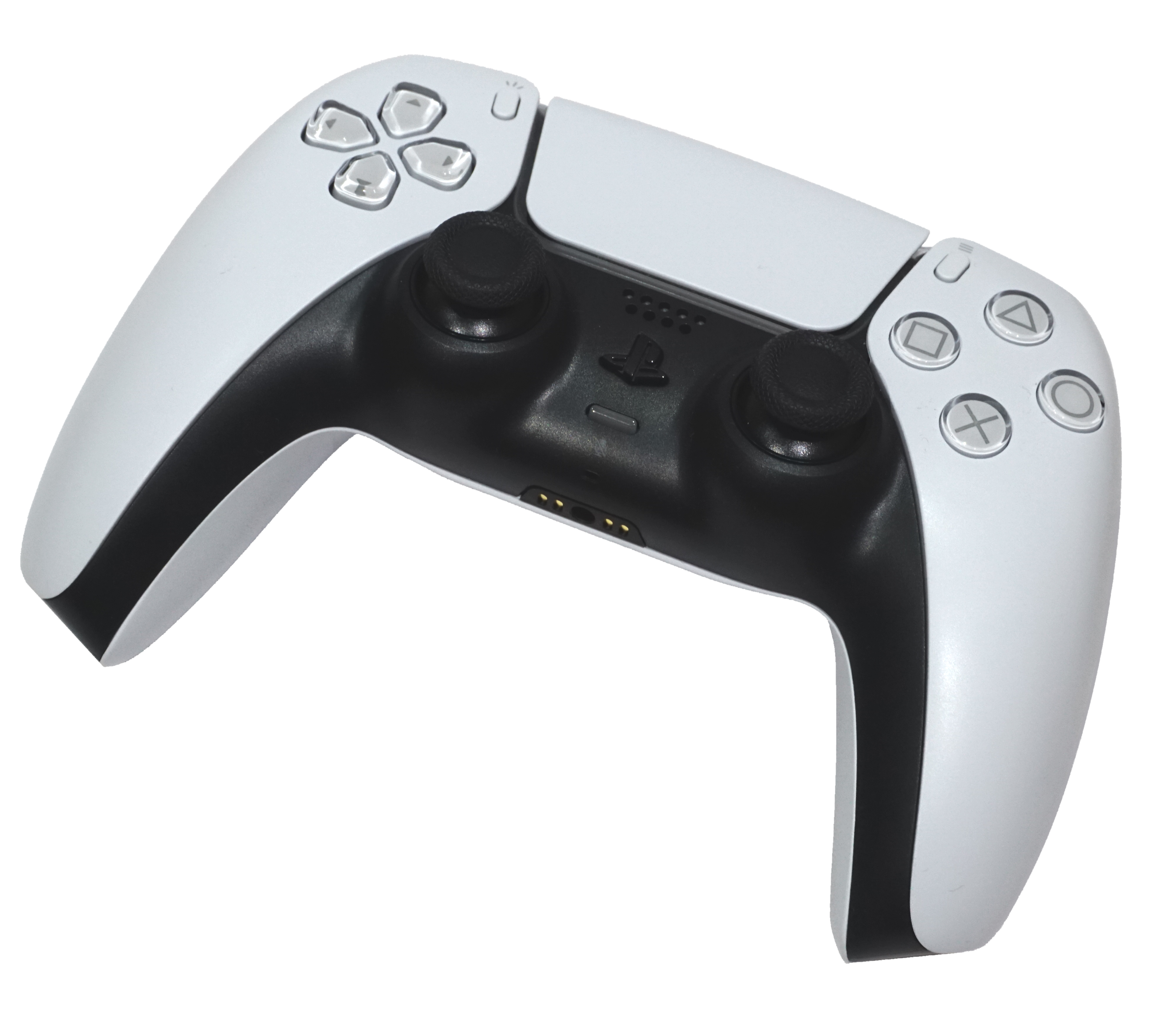
DualSense gamepad

A gamepad (vagy joypad) egy beviteli periféria, amelyet  videójátékok vezérléséhez lehet használni.

## Áttekintés
Az eszközt két kézben fogva, különböző gombok lenyomásával, analóg karok mozgatásával, analóg ravaszok meghúzásával, illetve a gamepad mozgatásával (giroszkópok segítségével) adhatunk utasítást a számítógépnek, illetve játékkonzolnak.
Csatlakozhatnak kábellel, illetve kábelmentes, Bluetooth kapcsolattal a rendszerhez, annak hiányában akár más kapcsolattal is. Előfordul, hogy egy videójáték-konzol gamepadje nem kompatibilis egy másik konzollal, átalakítóval (ha létezik az adott gamepadhez) ez kiküszöbölhető. A gamepadek kényelmesebb fogásának érdekében igyekeznek ergonomikusabb formákat kialakítani, illetve csúszásmentesebbé tenni felületüket.

### Gombok

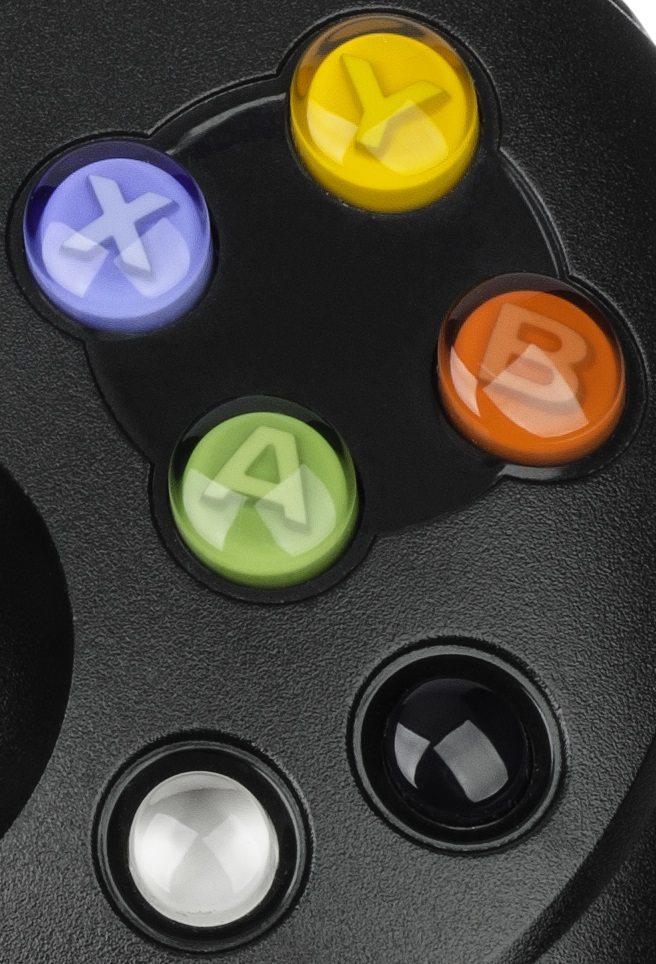
Xbox S gamepad gombjai

A gamepadek fő részét képezi, általában kettő vagy négy darab található a gamepaden, sokszor egyes ravaszok is gombként működnek. Lényege, hogy egy gomb megnyomásakor a játékos az adott gombra kiosztott parancsot (pl. ugrás, lövés) végrehajtsa karakterével. Néhány játék engedi a gombkiosztás átszerkesztését a beállításokban.
Habár a Dualshock 2 gamepadnek voltak analóg gombjai, amelyek versenyzős játékoknál váltak előnyössé, a ritka használata miatt nem terjedt el más konzoloknál.

### D-pad
Szintén a gamepadek fő részét képezi, egy plusz formájú gombcsoport, amelyek célja, hogy a játékos mozgatni tudja karakterét a játékban. Az analóg karok megjelenésekor szerepe csökkent.

### Ravaszok
Létezik gomb és analóg változatban is. Főleg versenyzős, és lövöldözős játékoknál használatos, mivel az analóg ravaszoknak köszönhetően a játékos könnyedén tud finomabb mozdulatokat kivitelezni.
A Dualsense a legelső haptikus visszajelzéssel rendelkező gamepad, ennek köszönhetően az analóg ravaszokon beállítható, hogy mely ponton milyen erősséggel lehet lenyomni őket.

### Analóg karok

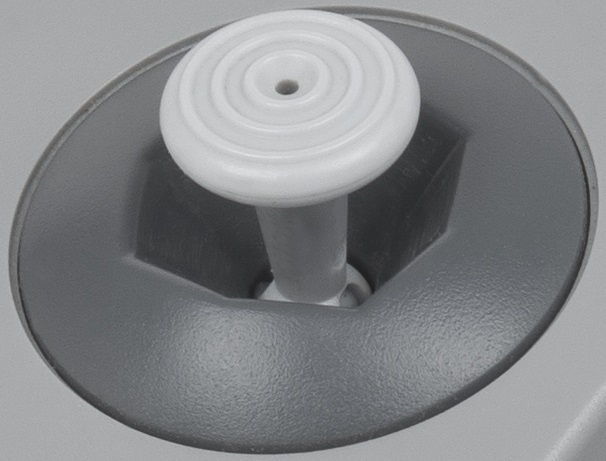
A Nintendo 64 analóg karja

A D-pad szerepét vette át, segítségével finomabb mozgás is kivitelezhető, amely például d-paddel nem lehetséges. Általában egy gamepaden kettő analóg kar (kisebb botkormány) található, ahol a bal oldali feladata a karakter mozgatása, míg a jobb oldalié a kamera mozgatása. Egyes analóg karokat meg is lehet nyomni, ezáltal adva plusz gombokat.

### Térbeli mozgás
Egyes gamepadek engedik azok térben való mozgatását, ezek giroszkóp technológián alapulnak.

## Története
A gamepad először játékkonzoloknál jelent meg, majd később megjelentek számítógéphez való változatok is, ezzel vetélytársat adva a számítógépeknél igencsak elterjedt botkormánynak.

### Játékkonzolok

#### 3. Generáció

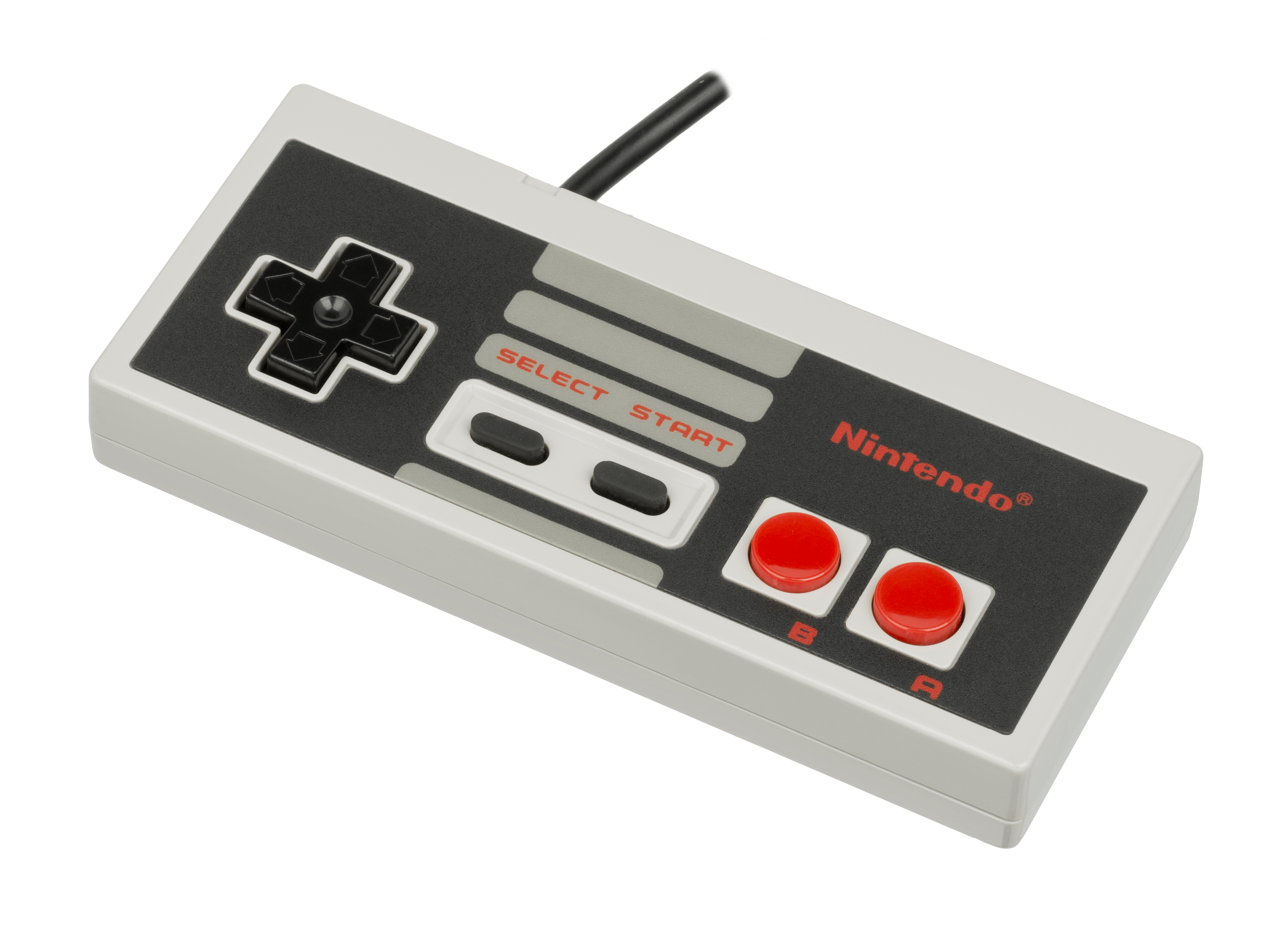
Nintendo Entertainment System gamepad

Az Atari 2600-ra kiadott alacsony minőségű játékoknak köszönhetően 1983-ban bekövetkezett a videójáték összeomlás. Ez az esemény Amerikában volt tapasztalható, Európában a számítógépek (pl. Commodore 64), míg Japánban pedig a játéktermi gépek, illetve japán cégek játékkonzoljai voltak elterjedve.
1985 őszén a Nintendo cég megjelentette a Famicom gépük módosított változatát, a Nintendo Entertainment System-et Amerikában. A konzol nem botkormányt használt játékvezérlő eszközként, hanem az akkoriban igencsak újnak számító gamepadet, amelyet már Japánban a Famicom konzoljuknál 2 éve használtak, csak dizájn különbségek vannak a kettő gamepad között. A gamepad egy d-pad-et és négy darab gombot (A, B, Start, Select) kapott, amely  nagy fejlődésnek hatott az Atari egygombos botkormányához képest, ezen kívül a csatlakozása is egyéni volt, nem volt kompatibilis az előtte megjelent gépek DE-9 típusú csatlakozójával. A NES hatalmas sikert aratott Amerikában, és a gamepadek jövőjét is megalapozta, később egy újratervezett változatot is kapott, amelyet „kutyacsont” kontrollerként becéznek az alakja miatt.
A gamepadek sikerét még a Sega Master System konzolja is erősítette, a Nintendo konzoljához hasonlóan gamepaddel volt kapható, viszont a NES kontrollerétől egyszerűbb volt, nem volt rajta Start és Select gomb, csatlakozása DE-9 típusú csatlakozó volt, ennek köszönhetően az előtte megjelent gépekkel is kompatibilis maradt.
Az Atari is elkezdte saját gamepadjét árulni, az Atari 7800 egy külön gamepaddel rendelkező kiadást is kapott a botkormányos mellett.

#### 4. Generáció

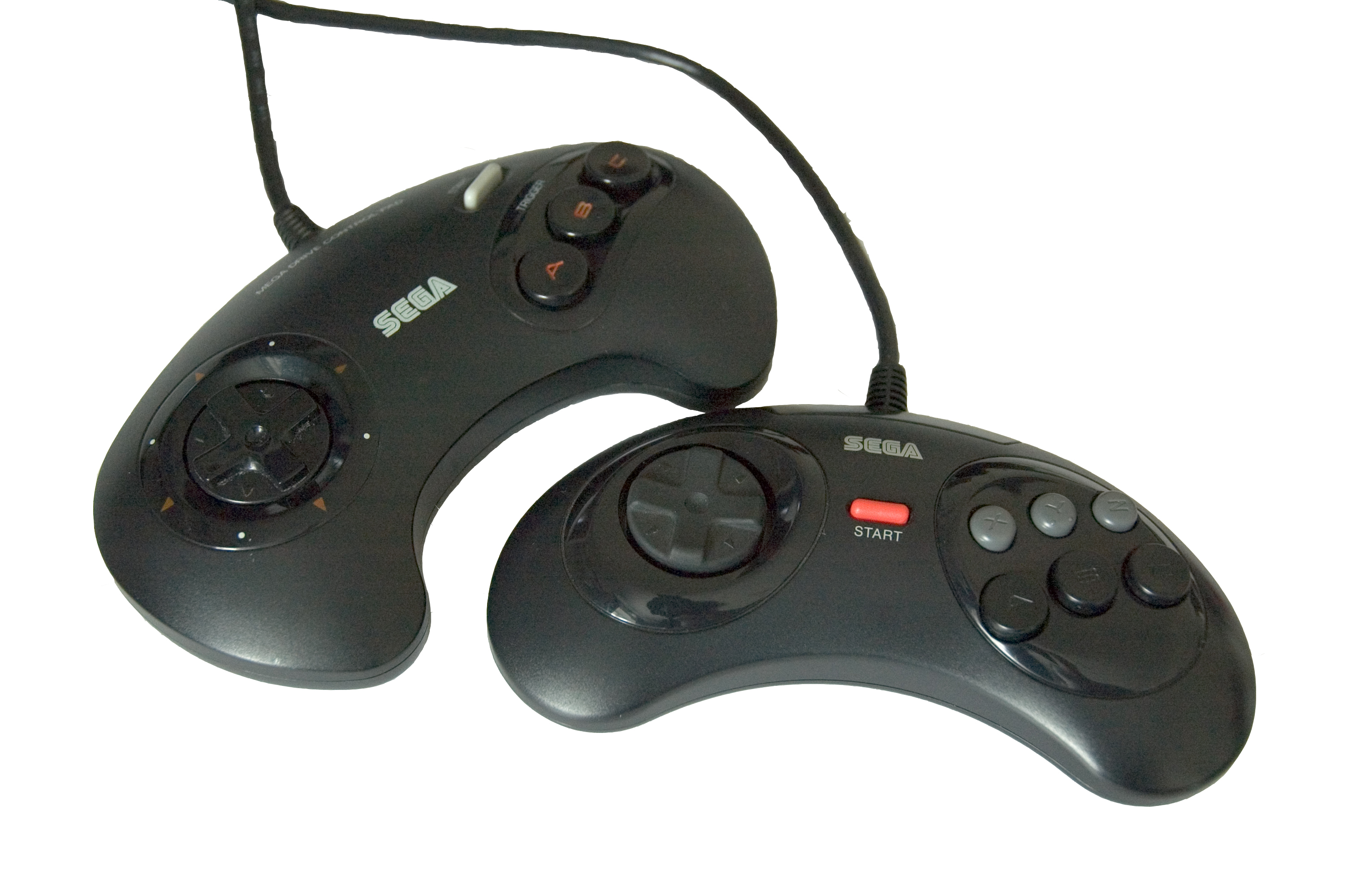
A Sega Mega Drive gamepadjei

A következő generációs konzolokat már csak gamepaddekkel árulták. A Sega Mega Drive gamepadje átesett egy dizájn frissítésen is: Az első változat egy d-pad-et és négy gombot (A, B, C, Start) kapott, míg a második változat egy d-pad-et és hét gombot (A, B, C, X, Y, Z, Start) kapott, illetve mérete is kisebb lett az eredetihez képest, ezt a kiosztást később a Saturn konzolnál is felhasználta a Sega, ezen kívül kedveltté vált verekedős játékoknál. Csatlakozása a Master System-hez hasonlóan DE-9, viszont a gamepadek a több gombnak köszönhetően nem kompatibilis régebbi gépekkel.
A Super Nintendo gamepadje ismét egy újítást tartalmazott az előző kontrollerekhez képest: A gamepad formája ergonomikusabbá vált (a NES kontrolleréhez hasonlóan), egy d-pad-et, hat gombot (A, B, X, Y, Start, Select) és kettő ravaszt kapott. Habár ezek a ravaszok még csak gombként funkcionáltak és nem analóg ravaszként, ezt az újítást is rengeteg későbbi kontroller tökéletesítette az idők során. A NES kontrolleréhez hasonlóan a csatlakozás ismét egyéni volt.

#### 5. Generáció

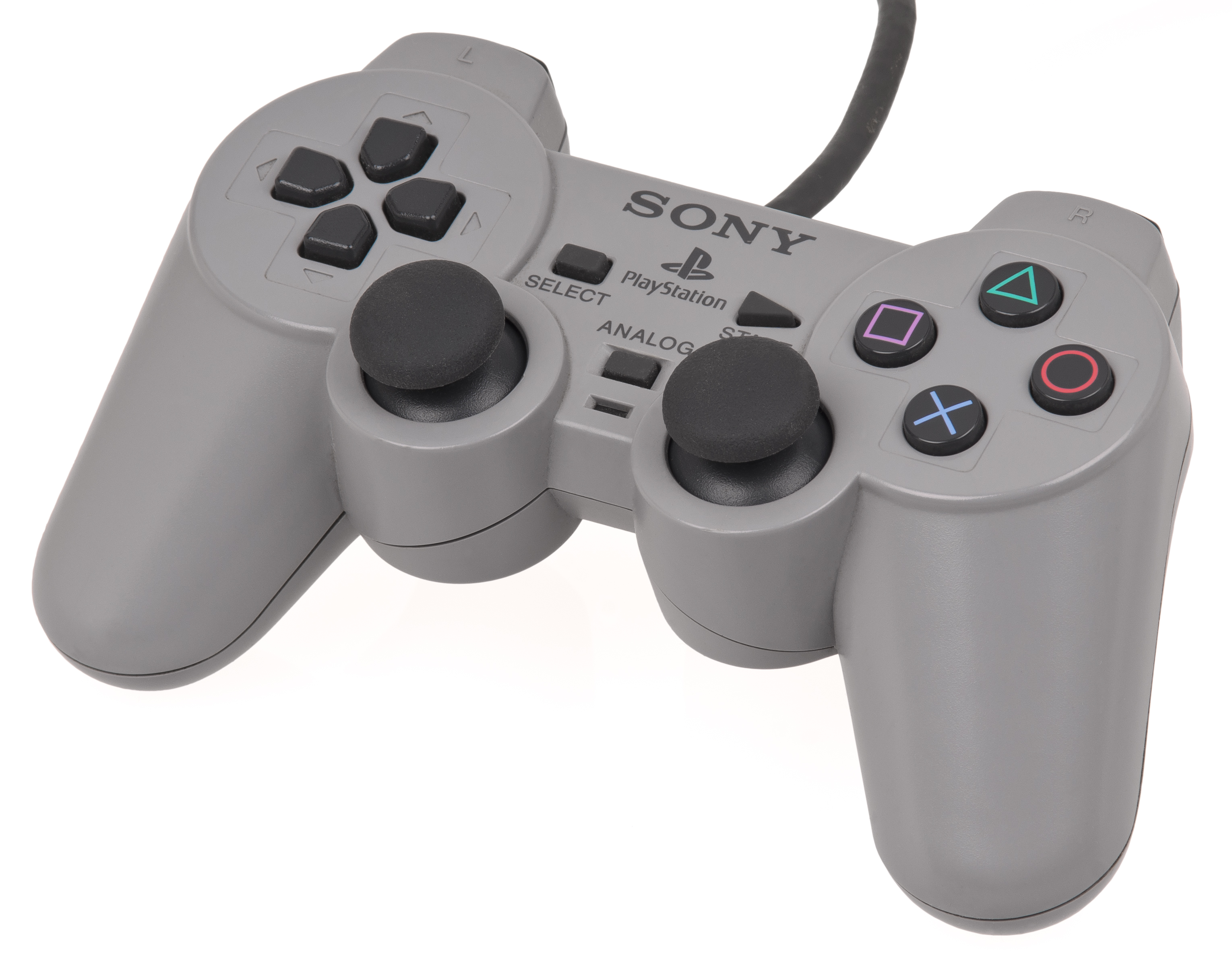
DualShock gamepad

A Sony legelső konzolja, a PlayStation első gamepadje a Super Nintendo dizájnját követte, illetve tette azt fejlettebbé: A gamepaden megjelentek a markolatok, amelynek köszönhetően kényelmesebb fogást biztosított, illetve még kettő darab ravasszal bővült, habár ezek is még gombok voltak. A Nintendóval és a Segával ellentétben a PlayStation nem betűket, hanem egyszerű formákat használt (kereszt, kör, háromszög, négyzet). A csatlakozó a Super Nintendóhoz hasonlóan egyéni, és megtévesztően hasonló.
A Nintendo eltávolodott a Super Nintendo kontrollerének dizájnjától, és egy teljesen egyedi gamepaddel állt elő: A Nintendo 64 gamepadjén 3 darab markolat kapott helyet, az egyik középen helyezkedik el. Ezen kívül megjelent az analóg kar (Analog Stick), amely precízebb mozgást tett lehetővé az akkoriban teljesen új 3D-s játékokban. A gamepad furcsa elrendezése a gombokra is kiterjedt, ugyanis a Nintendo 64 gamepaden eltűnt az X, Y és Select gomb, helyére került a C d-pad, amelynek célja a 3D-s térben való kamera mozgatása volt, ez később a Gamecube kontrolleren szintén egy analóg karrá vált. A gamepad hátuljába lehet csatlakoztatni rezgő és memória pakkokat.
A Sony következő gamepadje a Dual Analog volt, amely egy válasz volt a Nintendo 64 gamepadjére. A gamepad az alap Playstation kontrolleren alapul, és 2 analóg karral és egy analóg kapcsolóval bővült, illetve a 2 alsó ravasz és a markolatok mérete megnőtt. Habár a gamepad innovatív volt, az igazi siker a DualShock volt, amelybe már rezgő funkciók is kerültek, és a későbbi Sony gamepadek alapja lett, a Dualshock 2 lényegében ugyanaz a gamepad, csak analóg gombokkal. A PlayStation gamepadeket lehet használni PlayStation 2 konzolokon.
A Sega Saturn második gamepadje, a 3D Control Pad a ravasz gombokat analóg ravaszokra cserélte, habár ezek játékokban való használhatósága limitált volt. Az analóg ravaszokat a következő generációban a Dreamcast, illetve az Xbox is átvette.

#### 6. Generáció

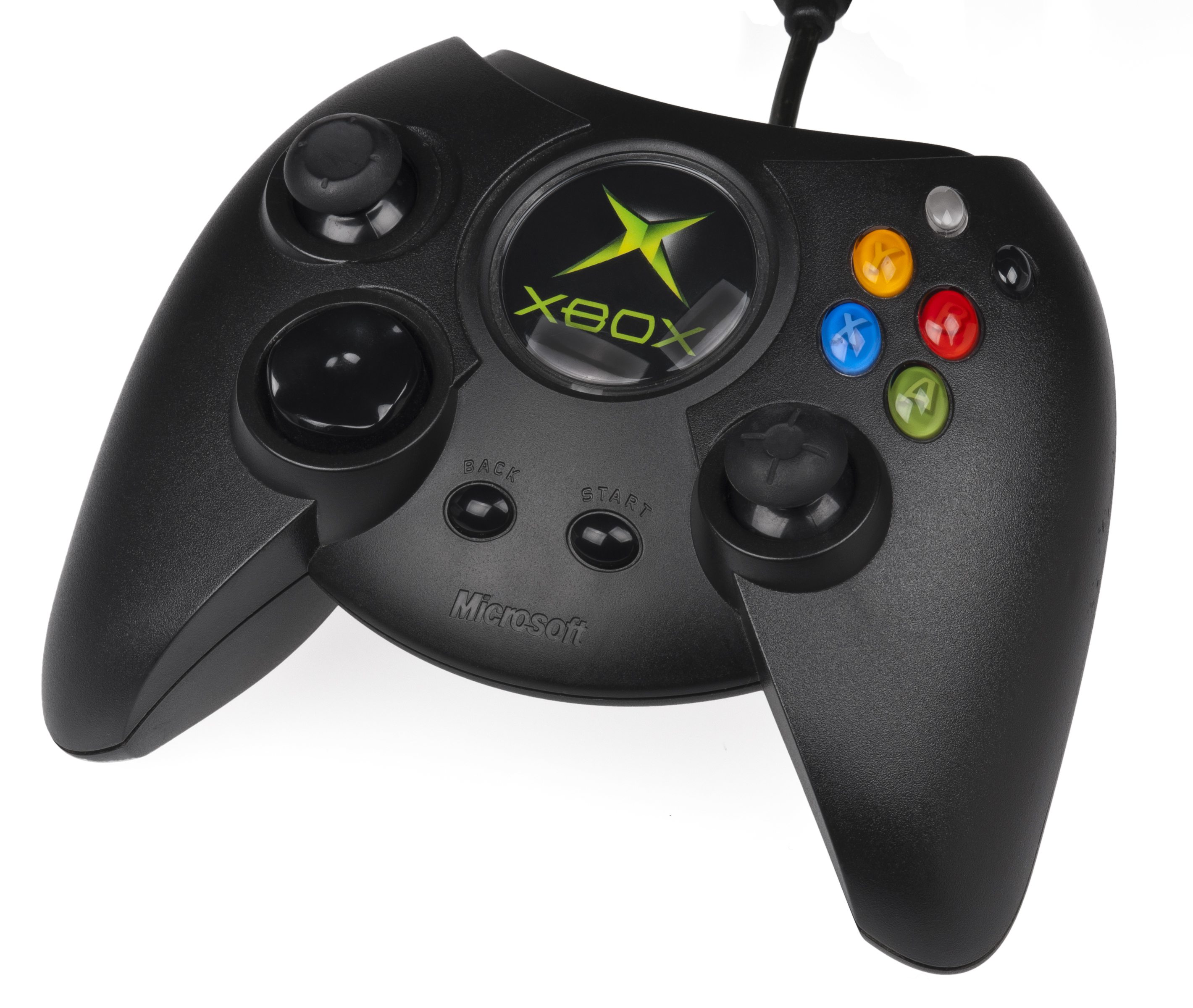
Duke, az Xbox legelső gamepadje, mérete miatt sok kritikát kapott

A rövid ideig árult Dreamcast gamepadje lényegében a Saturn 3D Control Padje volt, apróbb változtatásokkal, illetve egy új külsővel.
A PlayStation 2 gamepadje, a Dualshock 2 majdnem megegyezett a Dualshock első változatával, a gombok analógok lettek, ezt viszont későbbi konzolok nem vették át.
Az Xbox legelső gamepadje (Duke) az egyik legnagyobb gamepadként ismert, és a nagy mérete miatt sok kritika érte, Japánban ezt a gamepadet nem jelentették meg, hanem annak kisebb változatát (S), amely később világszerte lecserélte az eredeti gamepadet.
A Nintendo Gamecube gamepad már egy átlagosabb felépítést kapott, viszont dizájnja a Nintendo 64-hez hasonlóan egyedi. Super Smash Bros. játékosok preferált gamepadje, ennek köszönhetően a mai napig hivatalosan gyártják újabb Nintendo konzolokhoz.

#### 7. Generáció

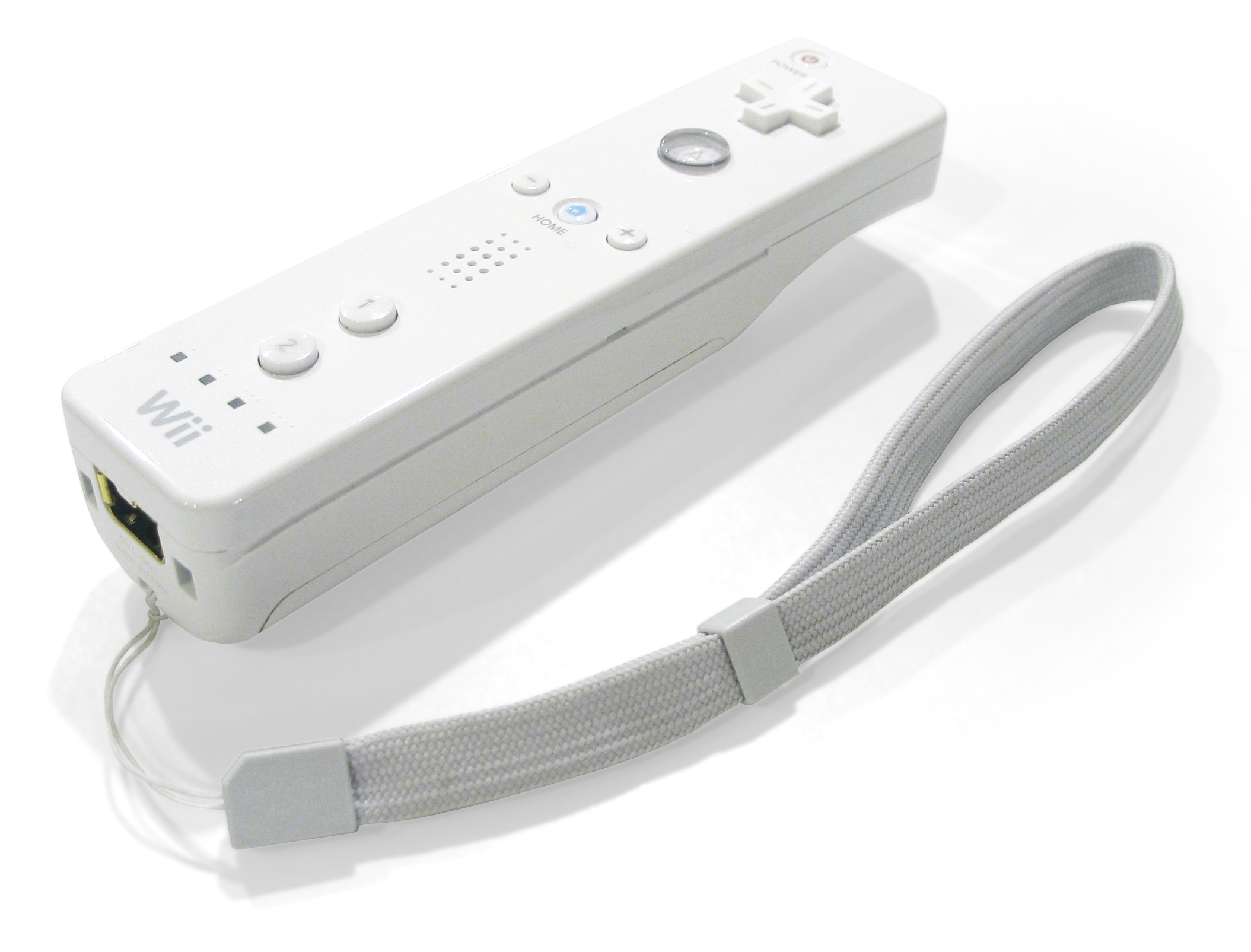
Wiimote

A Microsoft második játékkonzolja, az Xbox 360 gamepadje már kábelmentes változatban is kapható volt. 
Ezt később a PlayStation 3 is átvette, a konzol legelső gamepadje a Sixaxis volt, amely azt a térben mozgatva érzékeli a mozgást, viszont hiányzik belőle a rezgő funkció, amelyet később a Dualshock 3 visszahozott.
A Nintendo Wii gamepadje, a Wiimote egy távirányító formáját vette fel, kábelmentes és szintén képes a mozgás érzékelésére (MotionPlus kiegészítővel), ezen kívül lehetséges kiegészítőt csatlakoztatni a gamepadhez, pl. a Nunchuck-ot.
Ebben a generációban kezdtek a gamepadek kompatibilissé válni számítógépekkel, lévén hogy a gamepadek USB-n keresztül is tudtak csatlakozni.

### Személyi számítógépek
A személyi számítógépek domináns játékvezérlője a billentyűzet, egér és botkormány volt. Habár igencsak nagy sikernek örvendtek a felhasználók között, egyesek mégis vágytak alternatívára, amely játékkonzolos élményt biztosít.

#### Gravis

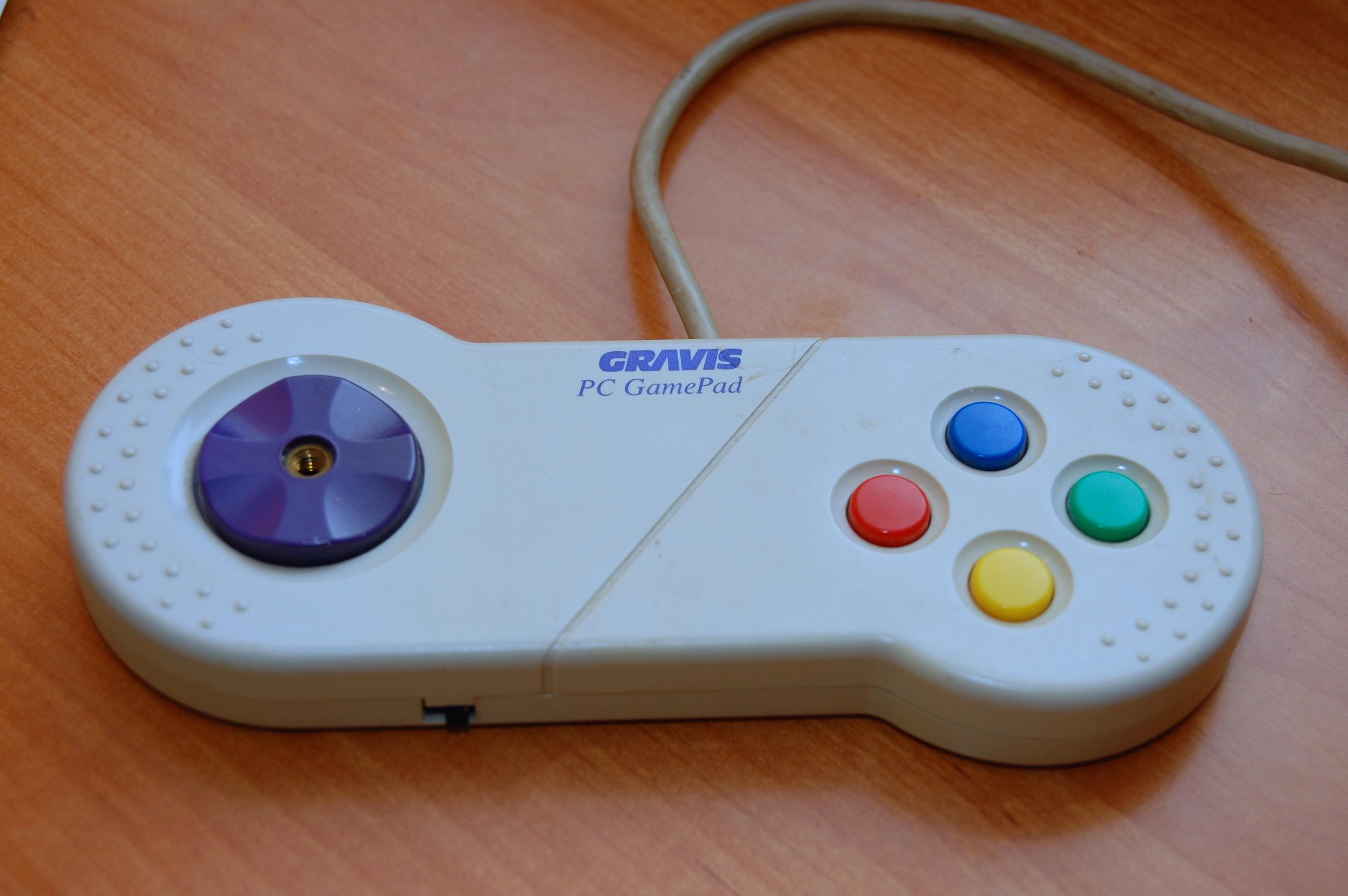
Gravis PC Gamepad, a személyi számítógépekhez készült legelső gamepad

A Gravis PC GamePad volt a személyi számítógépekhez készült legelső gamepad, amely gombkiosztásra nagyon hasonlít a Super Nintendo gamepadjére, viszont voltak apróbb különbségek: nincsenek ravaszgombjai, a D-pad közepére egy kart lehet csavarni, a gamepadet lehetséges volt bal vagy jobb kézzel használni (egy kapcsolóval lehet változtatni), illetve autofire funkció (szintén kapcsolóval lehet változtatni, és egyes botkormányokon is megtalálható volt). A gamepad mellé a Commander Keen sorozat első epizódját adták bónusz játékként. A gamepad gameporton (más néven midiporton) keresztül csatlakozott a géphez, ez a csatlakozó általában hangkártyákon volt megtalálható. Miután a gamepad megjelent, rengeteg játék támogatta, mint például Jazz Jackrabbit, illetve Wolfenstein 3D. Ezt a gamepad dizájnt a Phillips CD-i is használta.
A gamepad később új kinézetet kapott: A PC GamePad PRO a PlayStation gamepad dizájnját vette alapul.

#### Microsoft

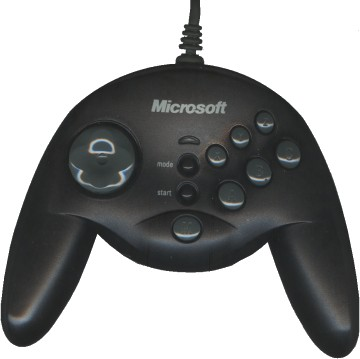
Sidewinder gamepad

A Microsoftnak már az Xbox előtt is voltak gamepadjei számítógépekre. Habár a Microsoft forgalmazott Sidewinder név alatt botkormányokat és versenykormányokat is, a legelső Sidewinder nevet viselő periféria egy gamepad volt, amelynek kinézete főleg a Sega gamepadek dizájnját követi: hat darab gomb, kettő ravasz, "Mode" és "Start" gombok. A Gamepad eredetileg gameportra csatlakozott, később USB átalakítóval is árulták.
Ezt követte a SideWinder Freestyle Pro, amely megelőzte a korát: a "Start" és "Mode" gomb mellett megjelent a "Shift" gomb, és a gamepadet lehetséges volt a térben is mozgatni, megelőzve ezzel a Sixaxis gamepadet, ezt a funkciót az analóg módba való váltással lehetett elérni.

### Kompatibilitás

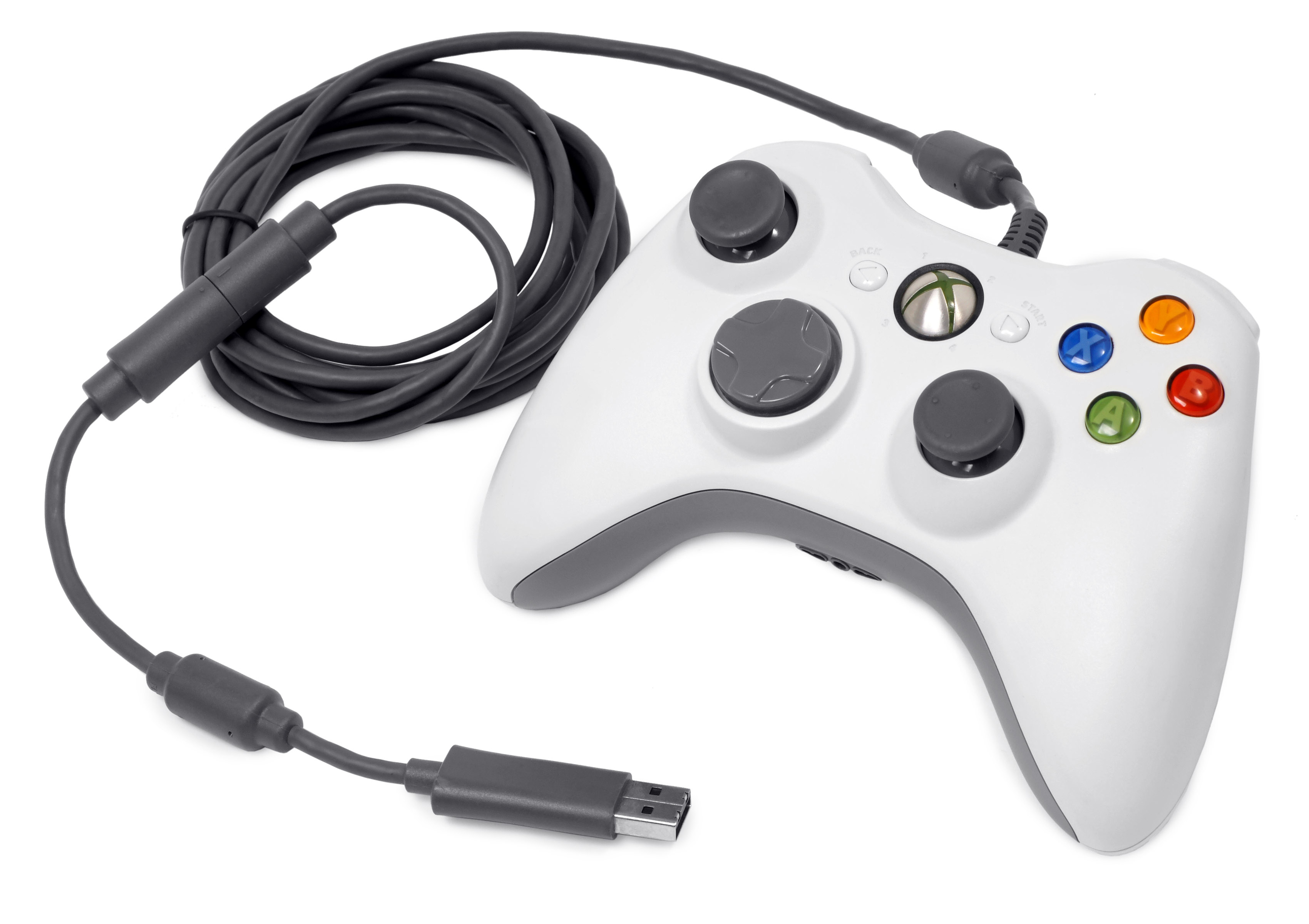
Xbox 360 gamepad USB csatlakozással

Az Xbox 360 gamepadnek köszönhetően megnőtt a támogatás a számítógépeken használt gamepadekre, későbbi gamepadek már alapból támogatják a személyi számítógépeket USB-n vagy kábelmentes csatlakozáson keresztül. A Valve Steam felülete egy gamepad konfigurációs menüpontot is kapott, személyre szabhatóbbá téve ezzel a támogatott gamepadeket. A jelenleg kapható gamepadek mindegyike támogatja a számítógépeket.[forrás?]
A számítógépek támogatása előtt megjelent gamepadekhez készültek átalakítók, amelyek gameporton, illetve USB-n keresztül csatlakoztak a számítógéphez. Ezeket az átalakítókat általában nem a gamepadeket gyártó cég készítette. A régebbi átalakítókhoz járt egy telepítő lemez is.

## Galéria

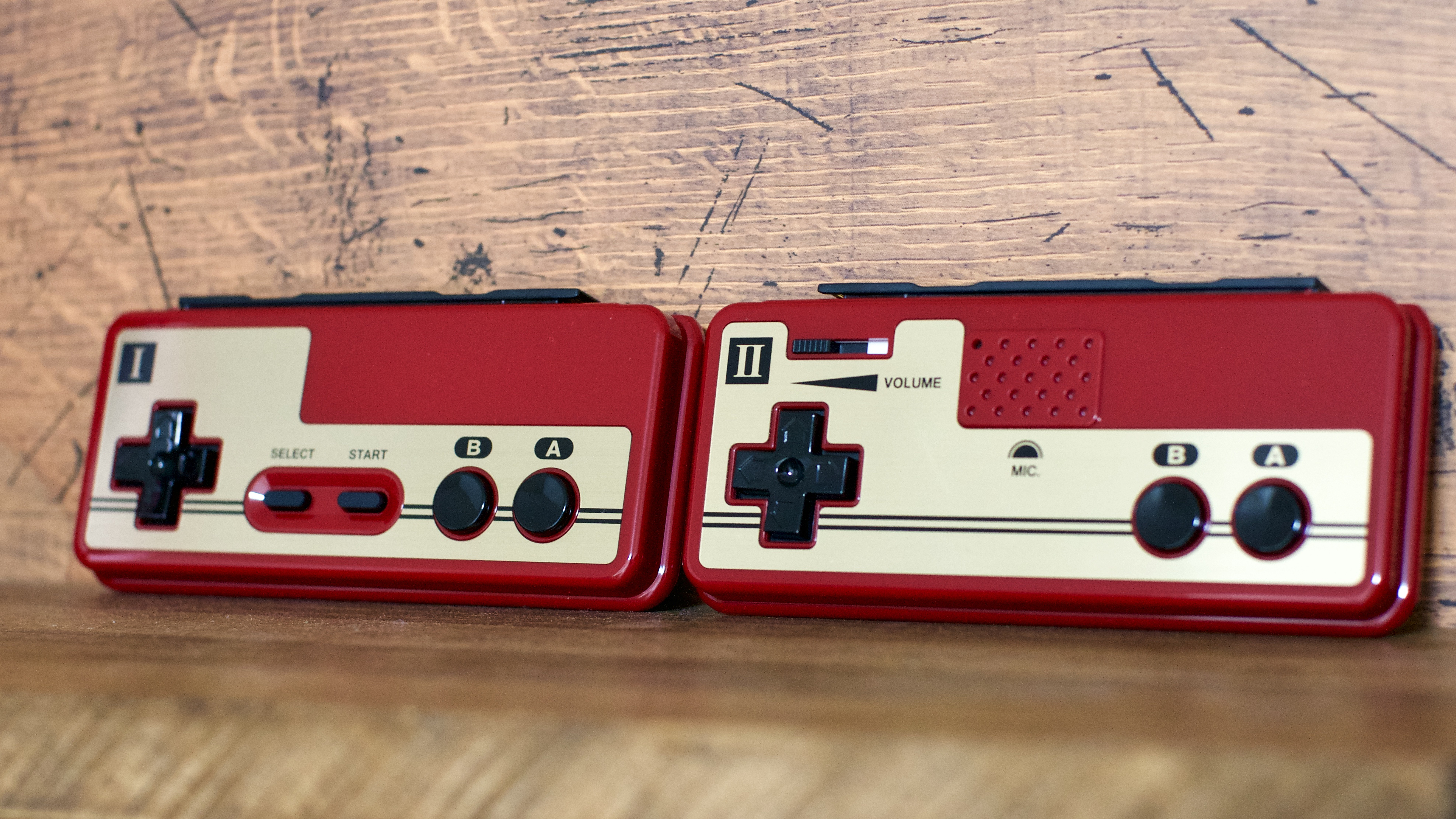
Nintendo Family Computer (Famicom)
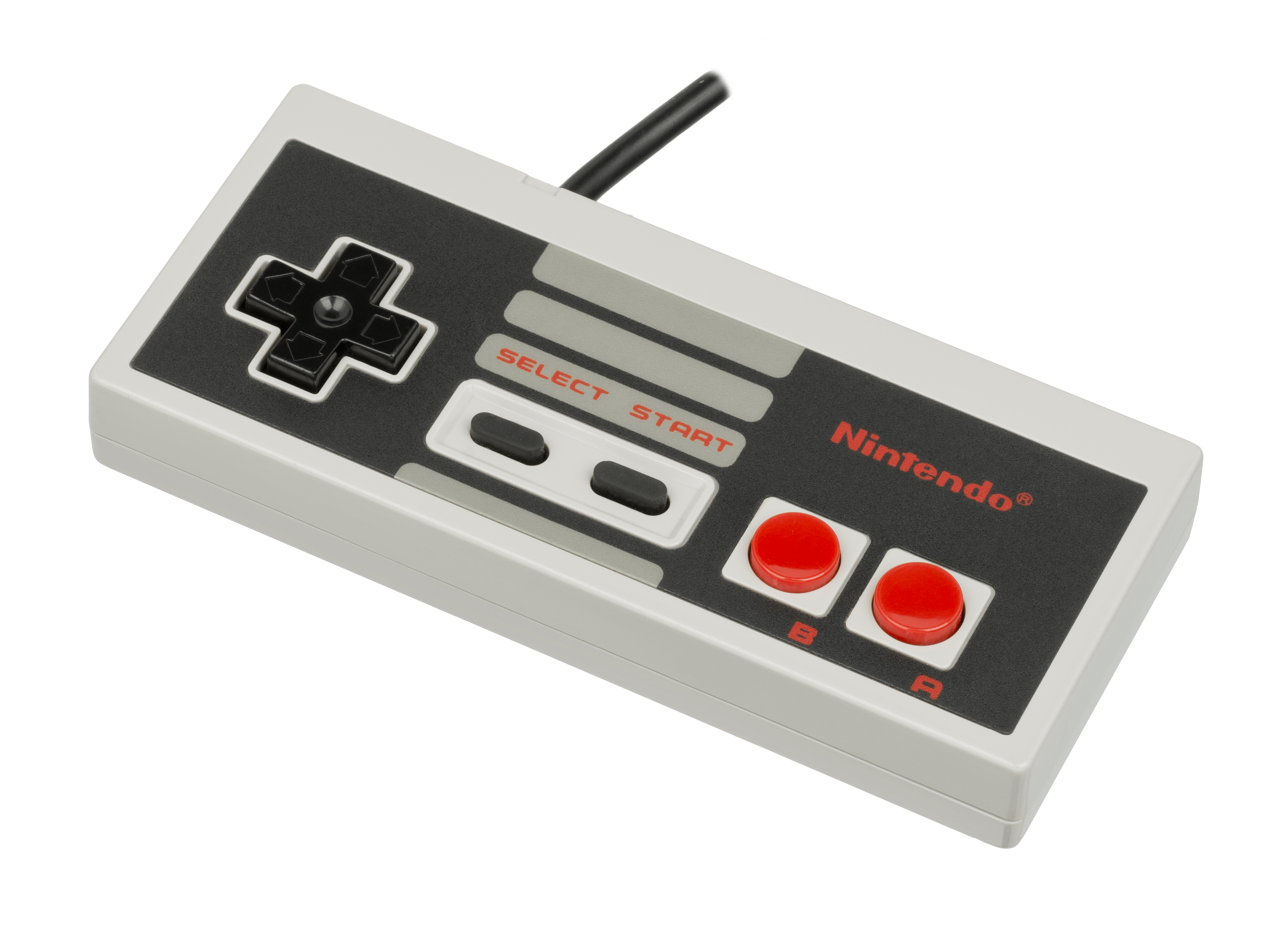
Nintendo Entertainment System
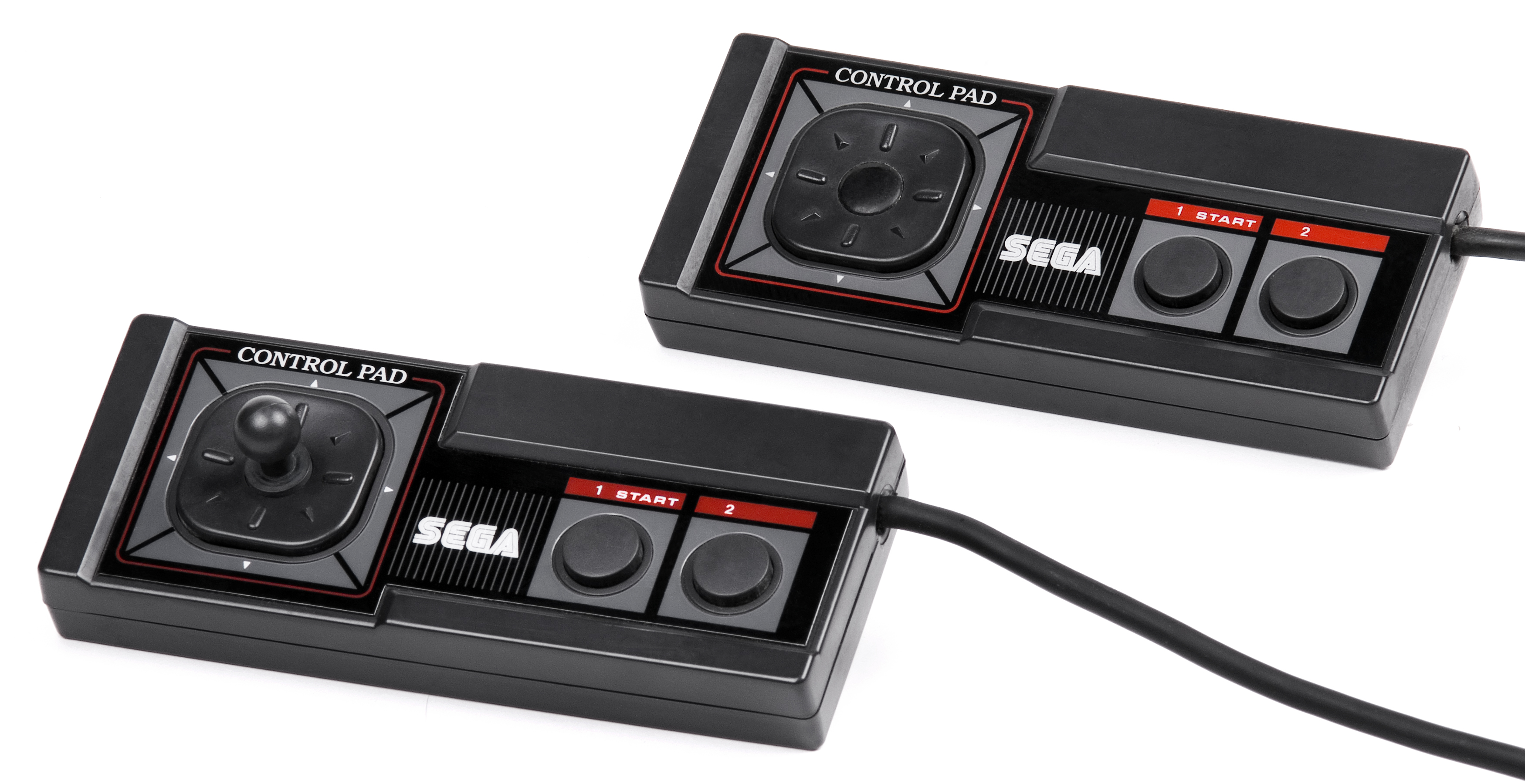
Sega Master System
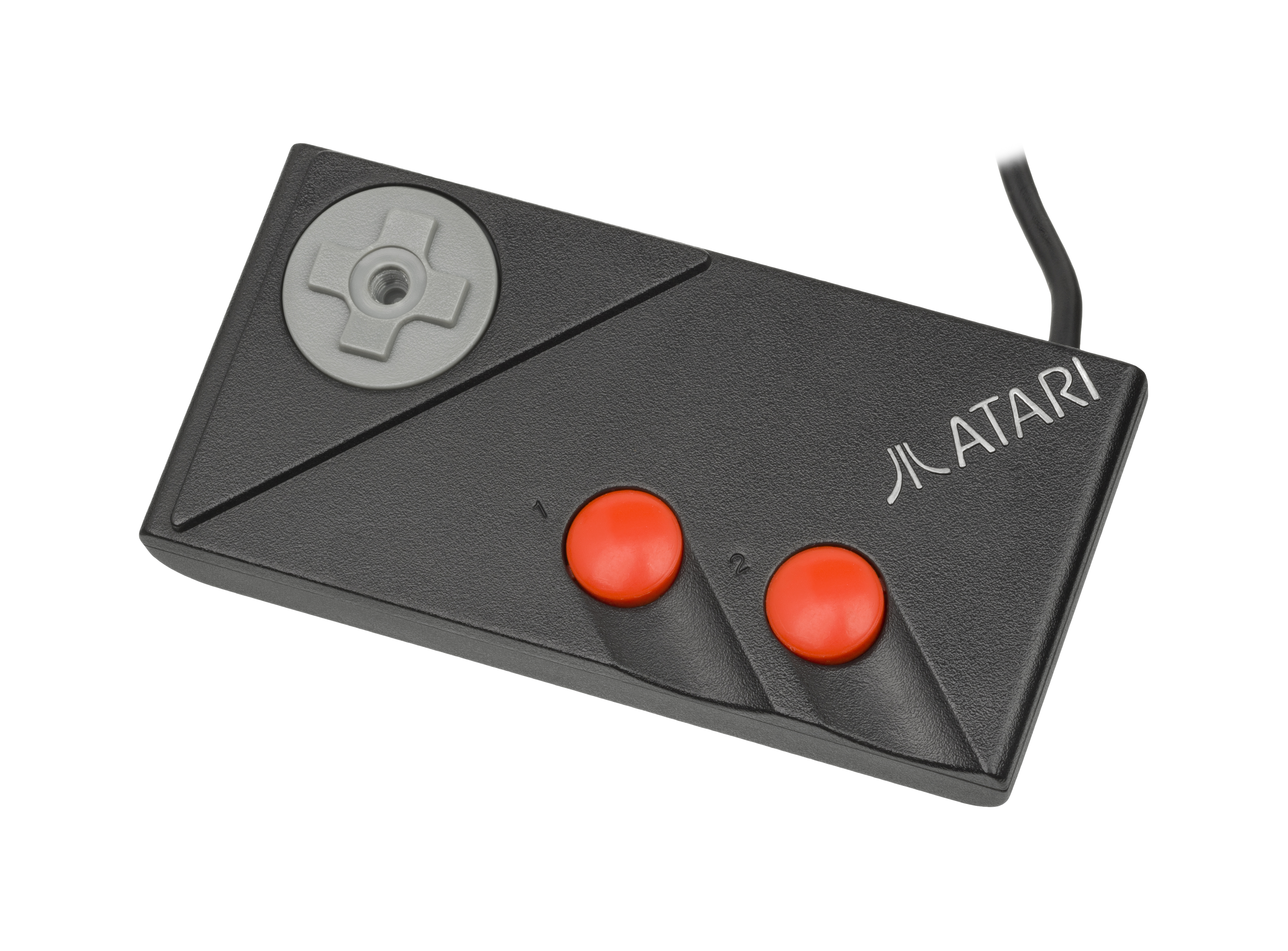
Atari 7800
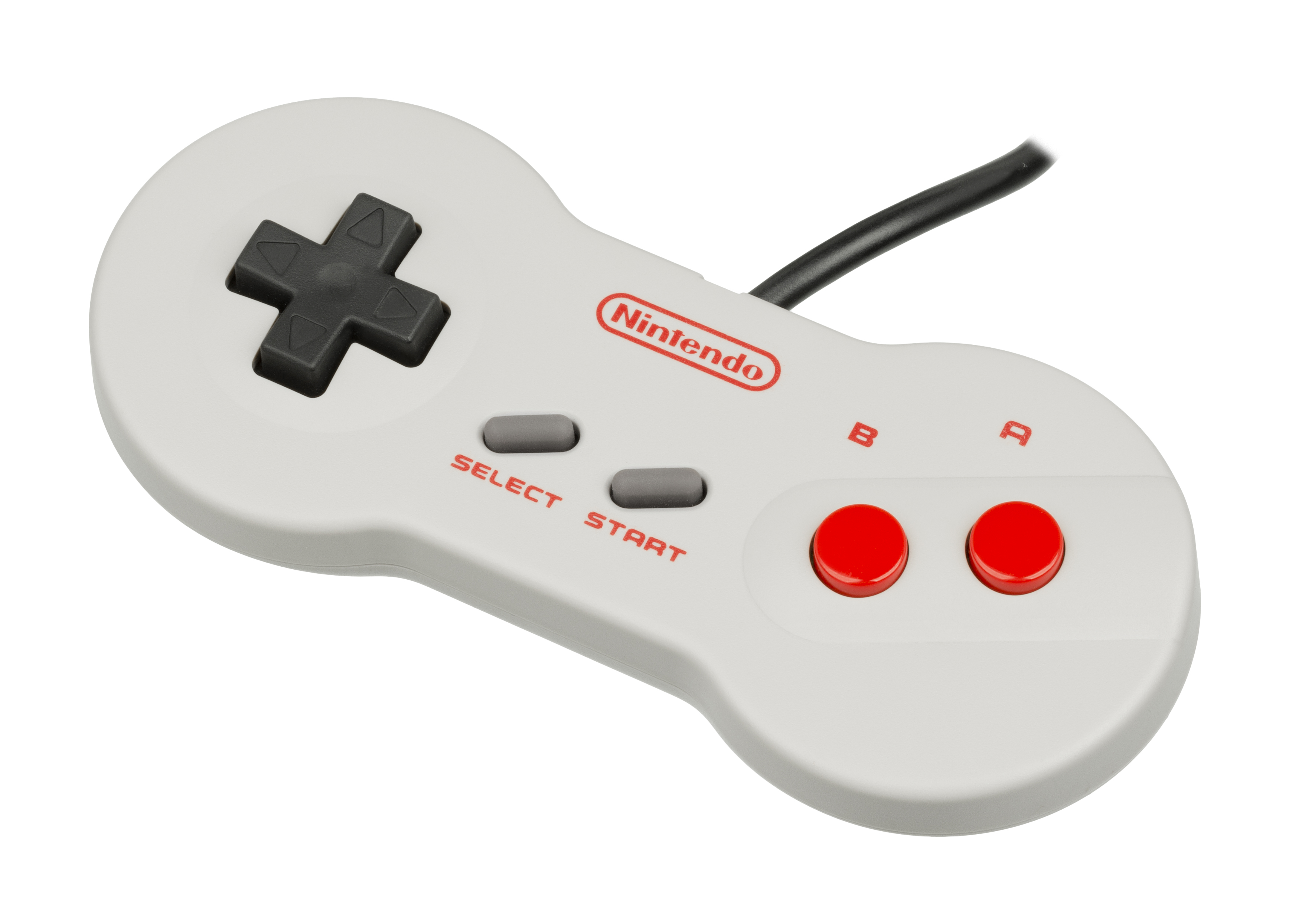
Nintendo Entertainment System Dogbone
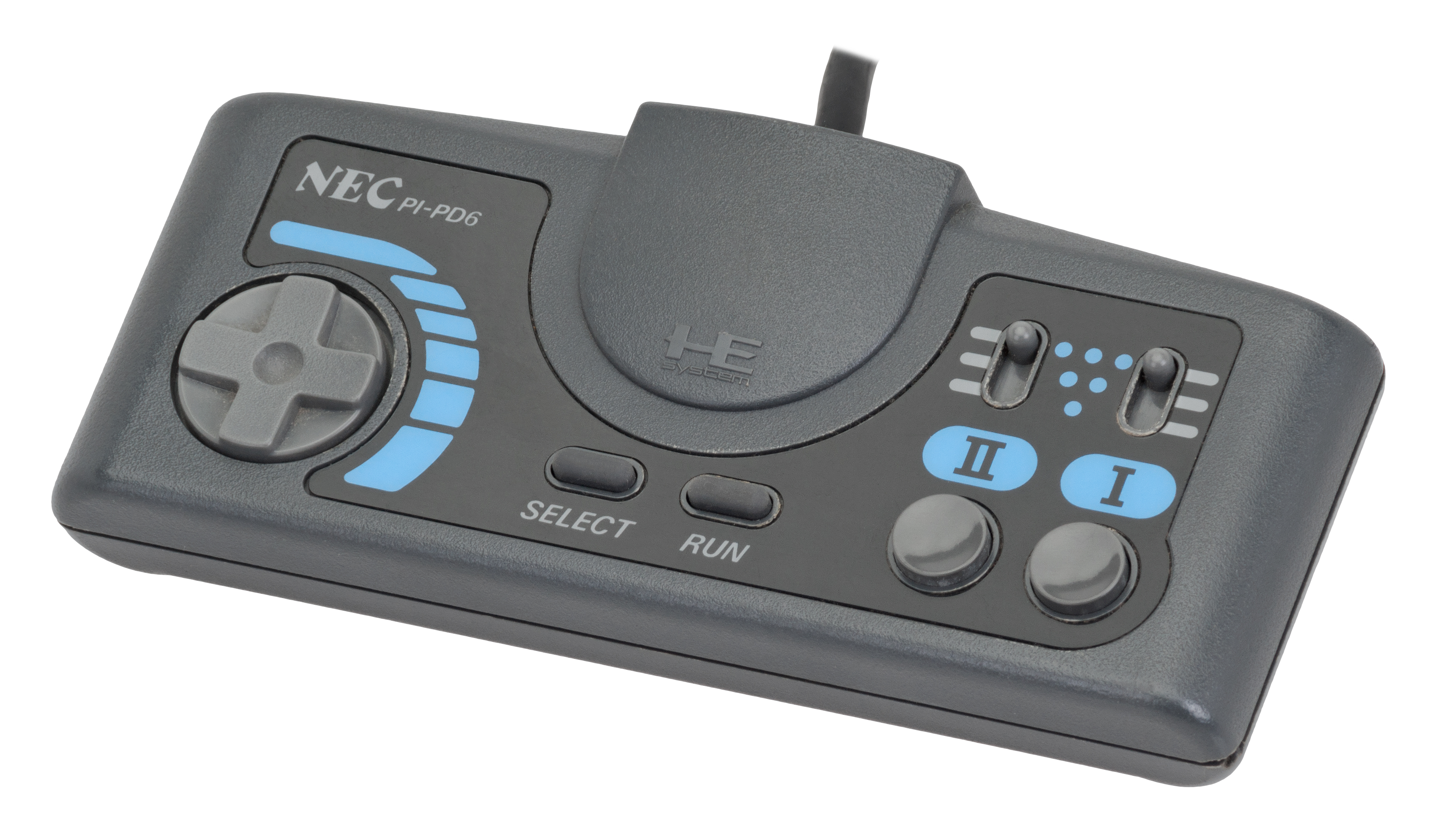
PC Engine / TurboGrafx-16
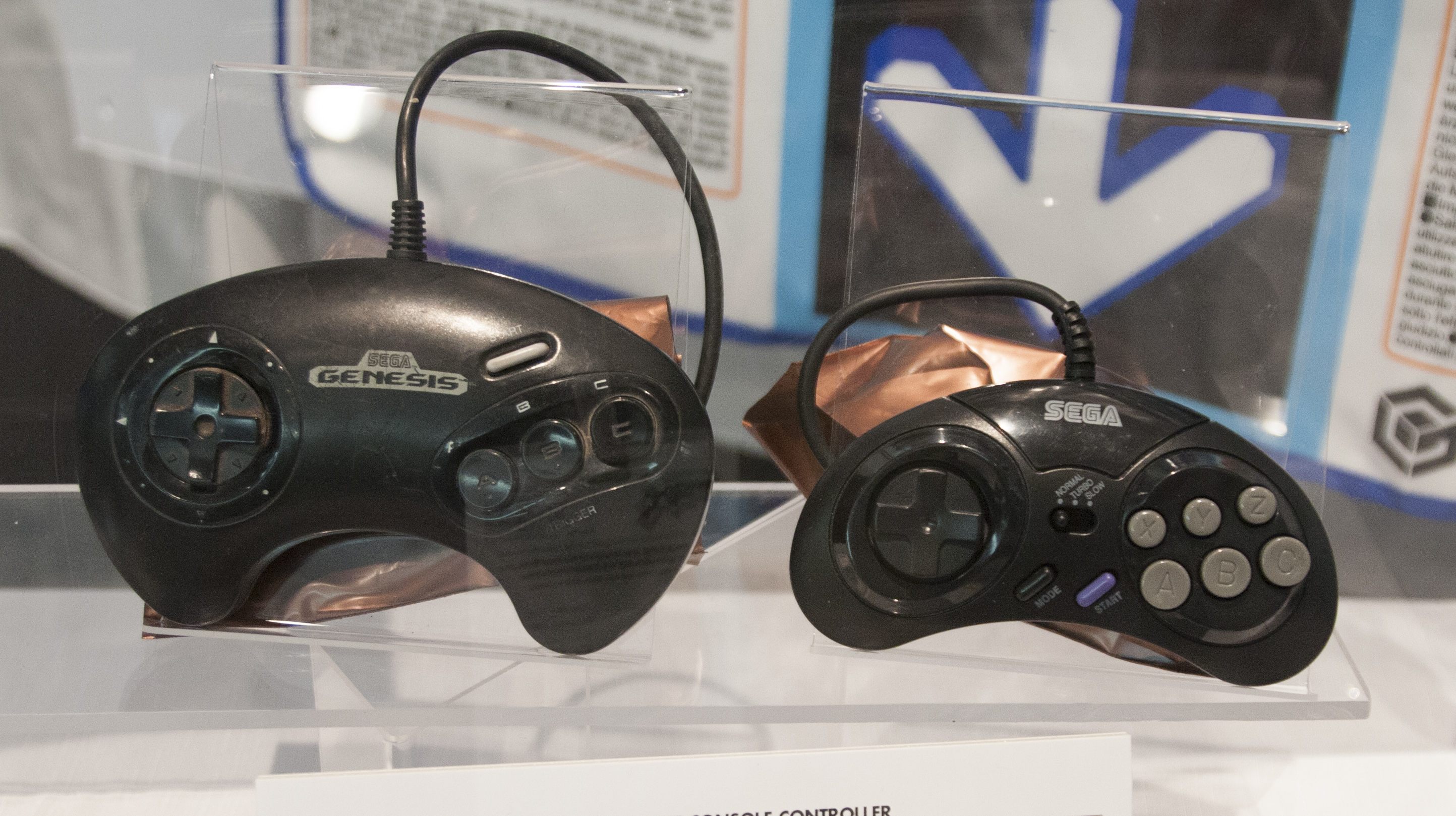
Sega Mega Drive / Genesis
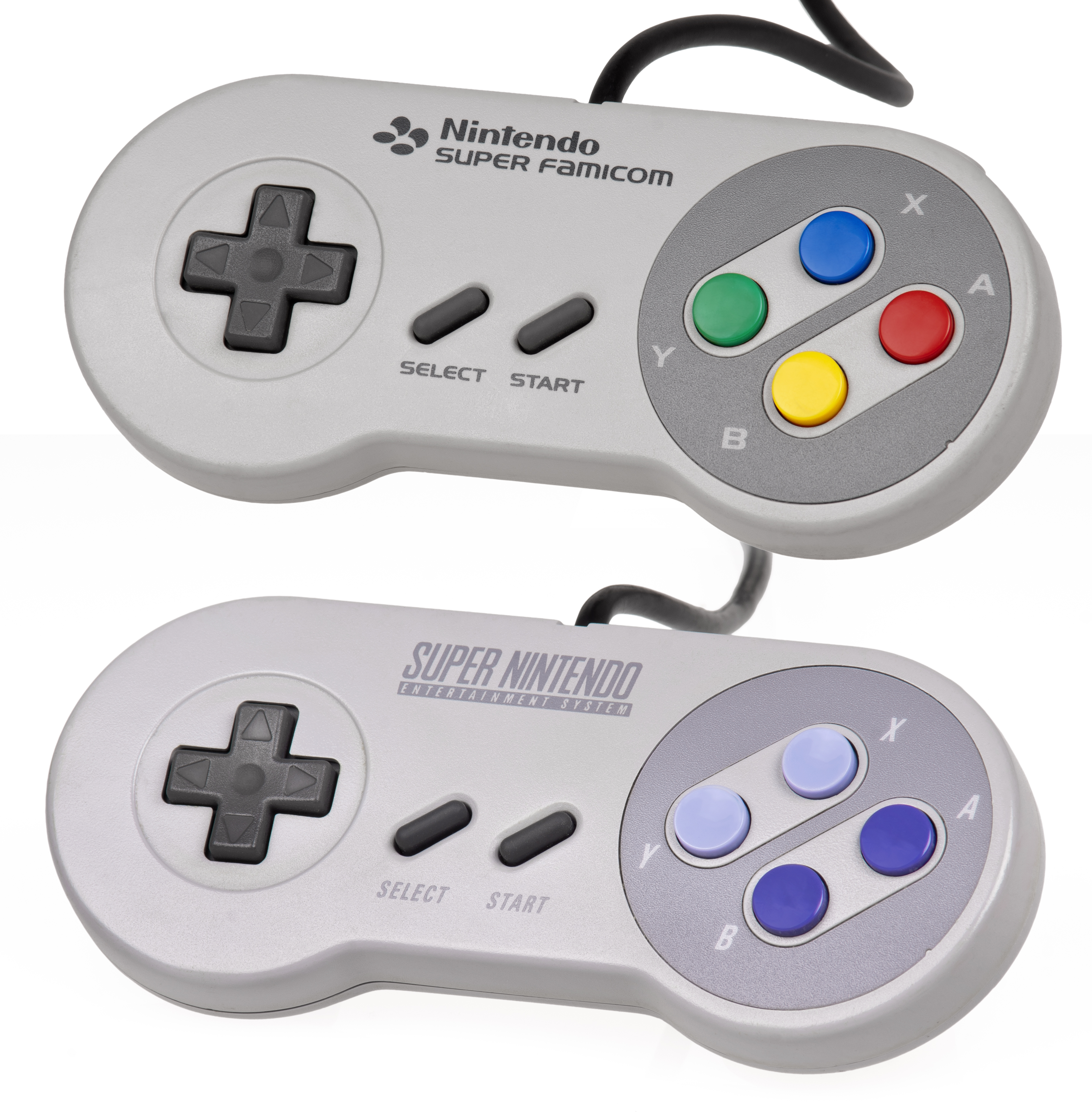
Super Nintendo Entertainment System / Super Famicom
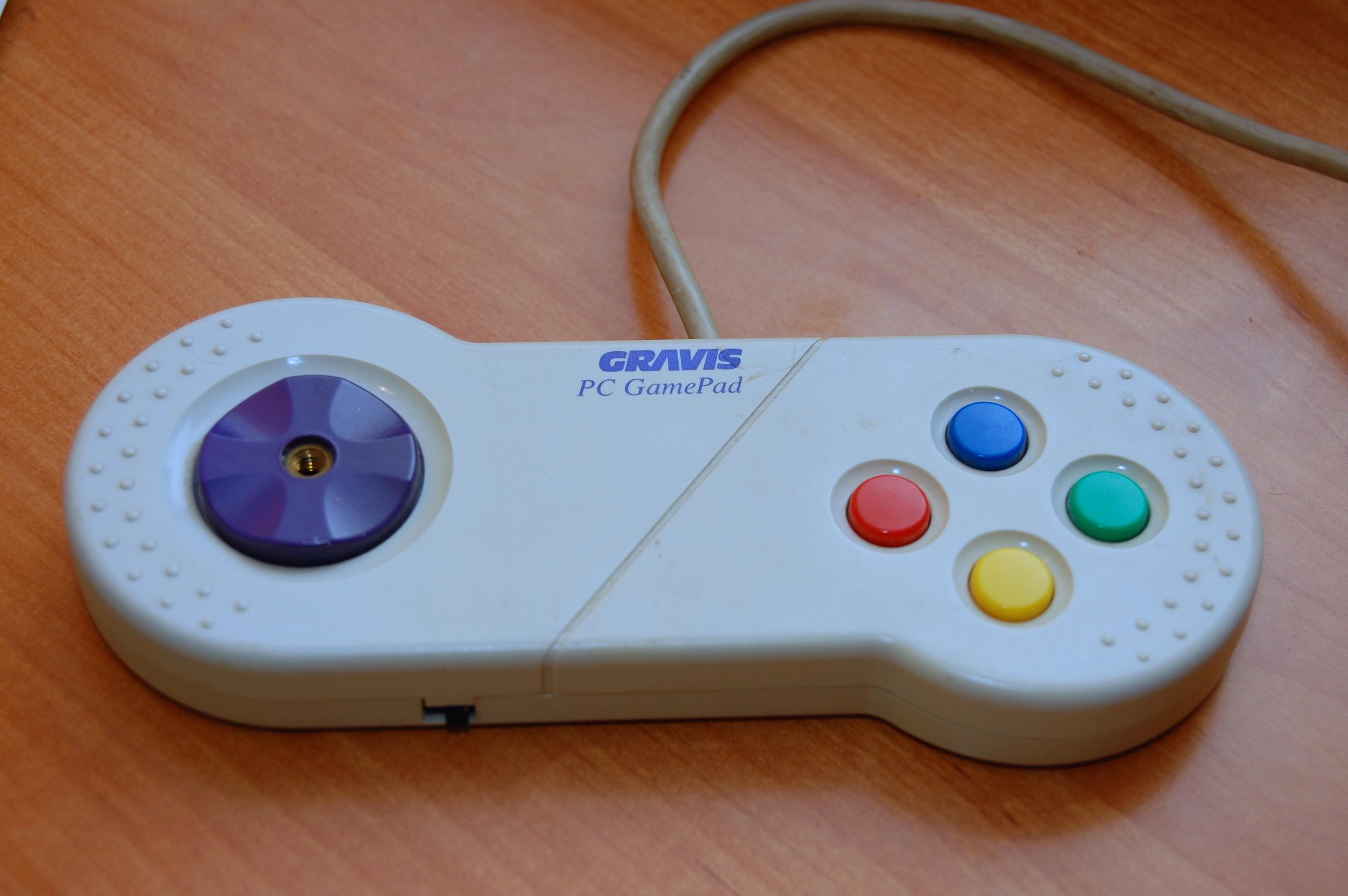
Gravis PC GamePad
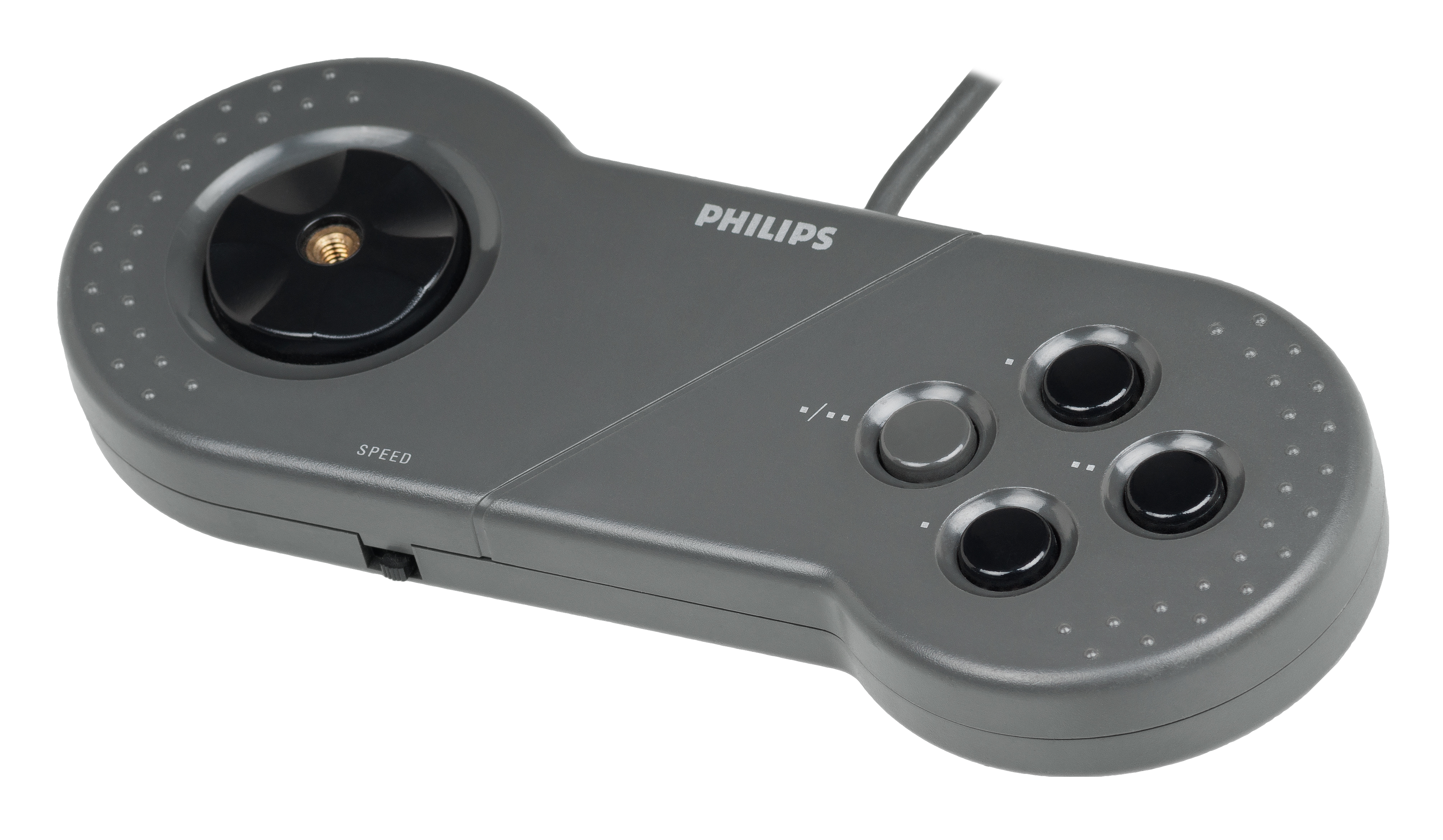
Phillips CD-i
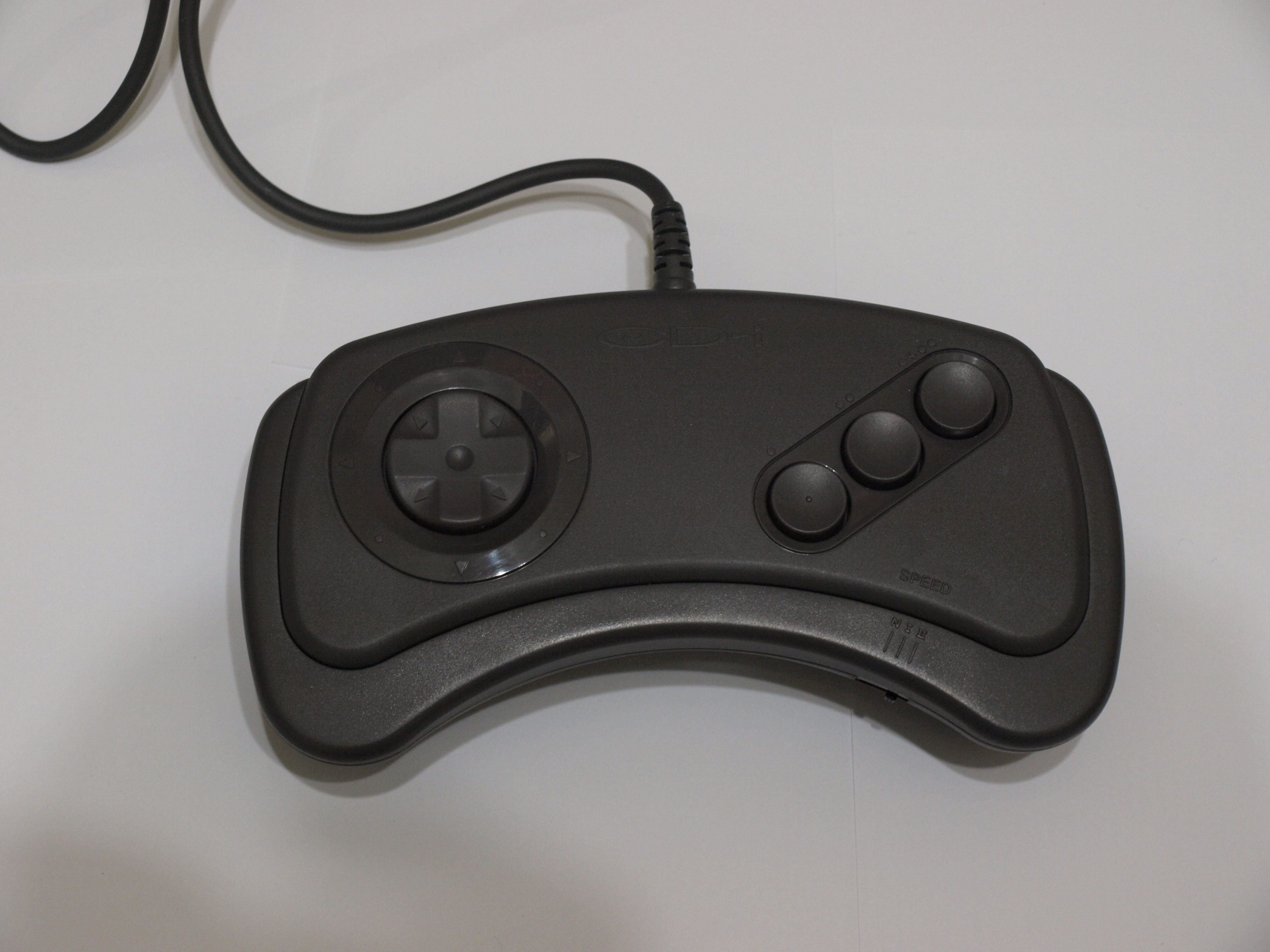
Phillips CD-i
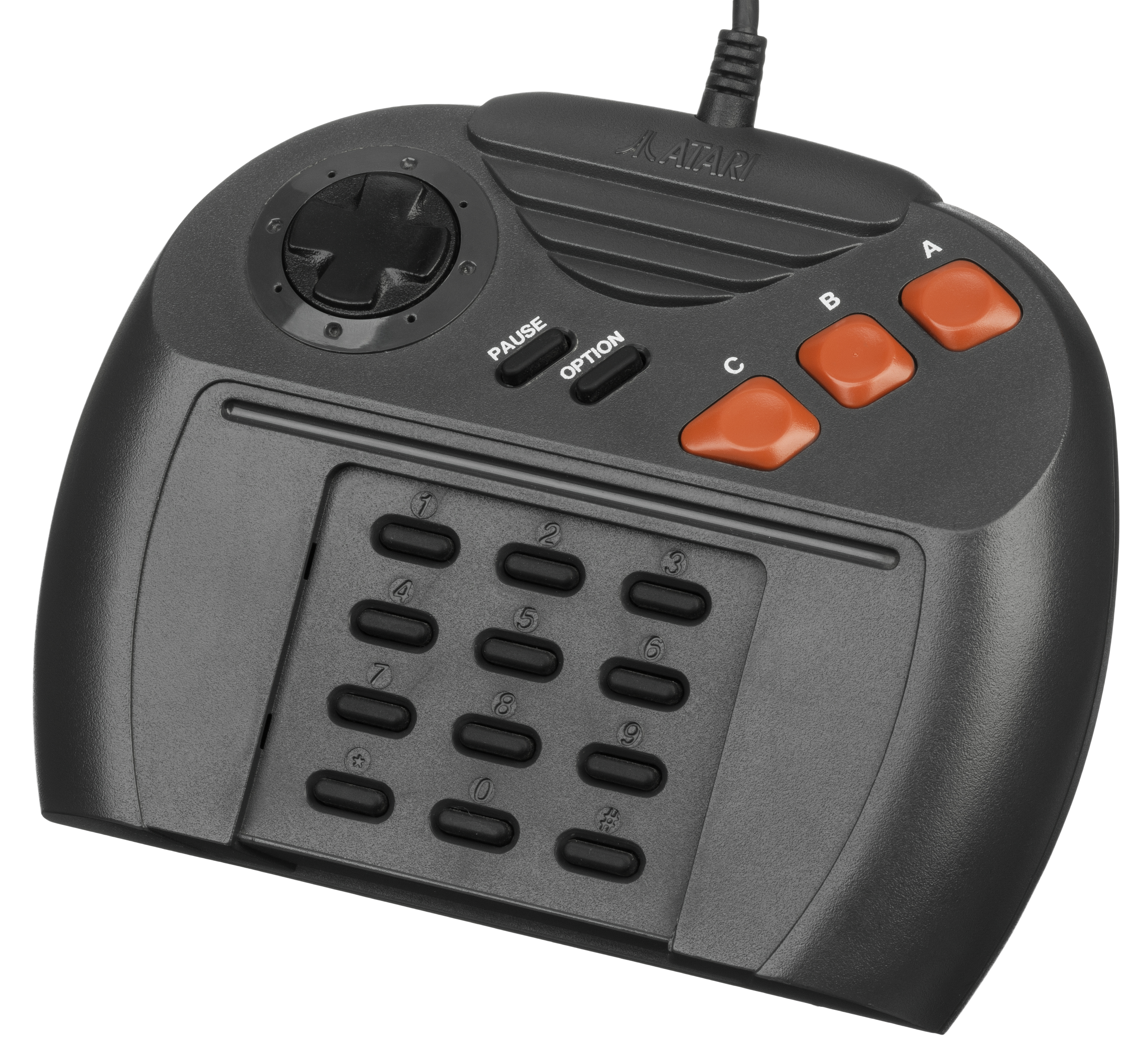
Atari Jaguar
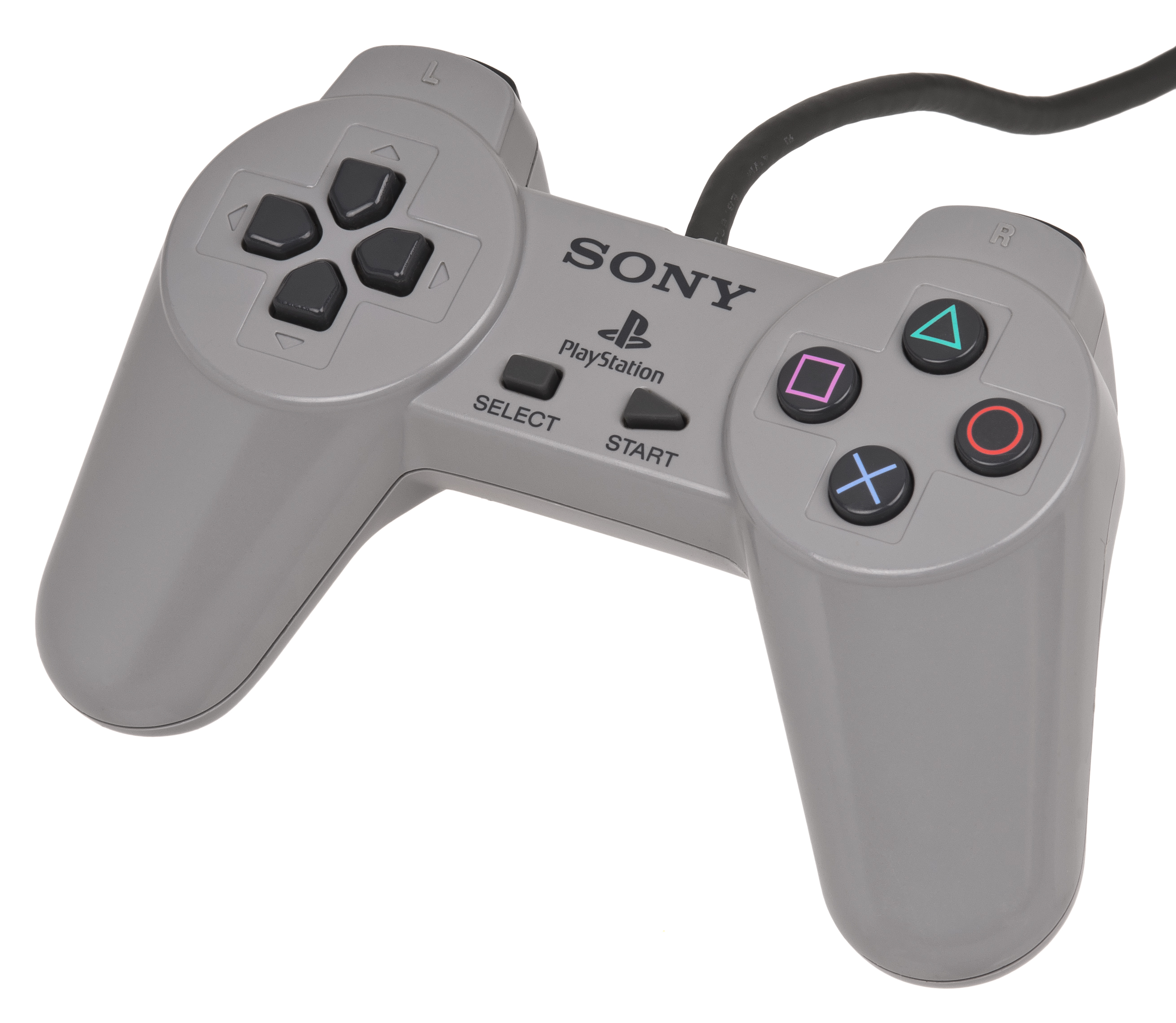
Sony PlayStation
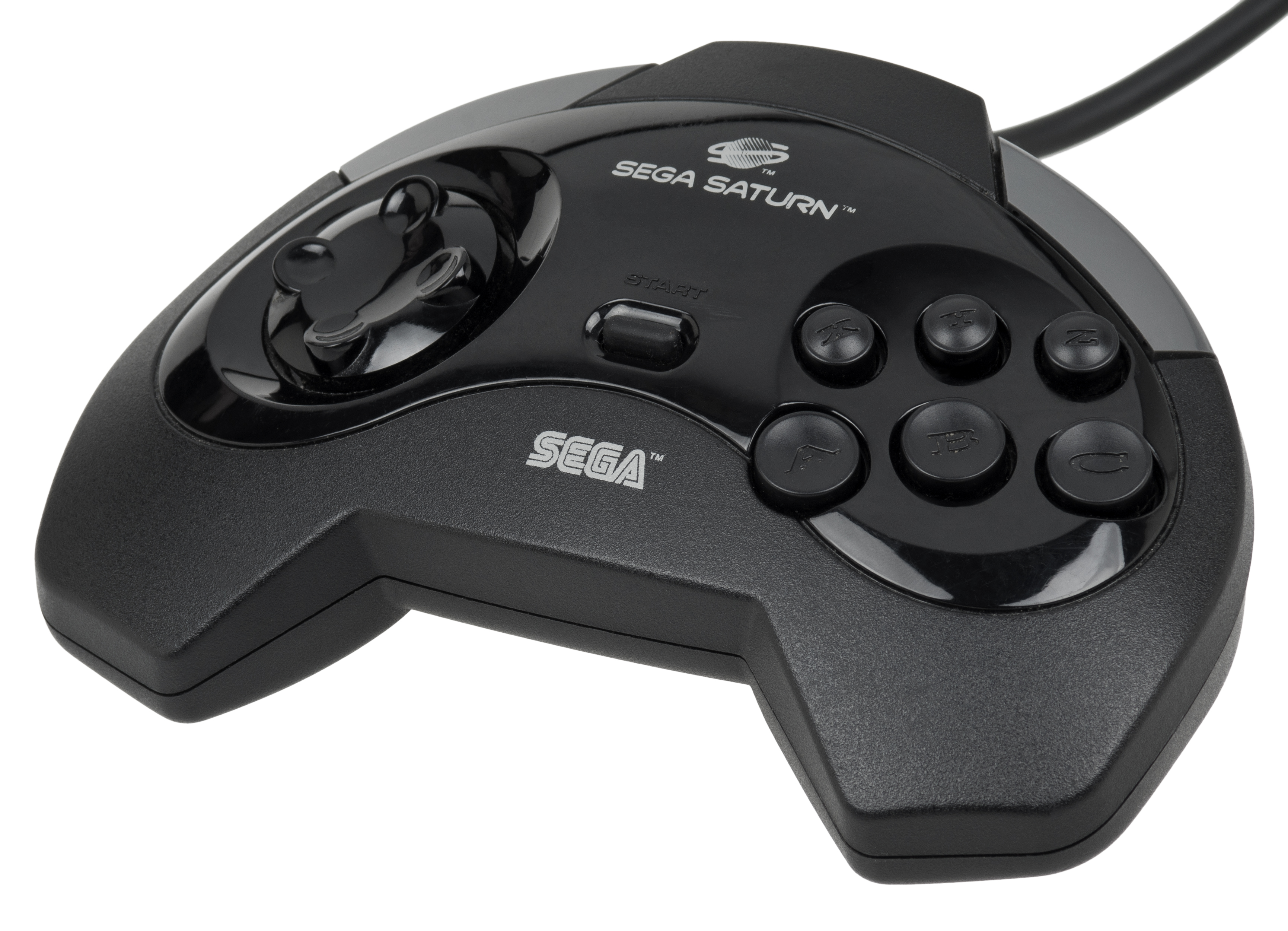
Sega Saturn
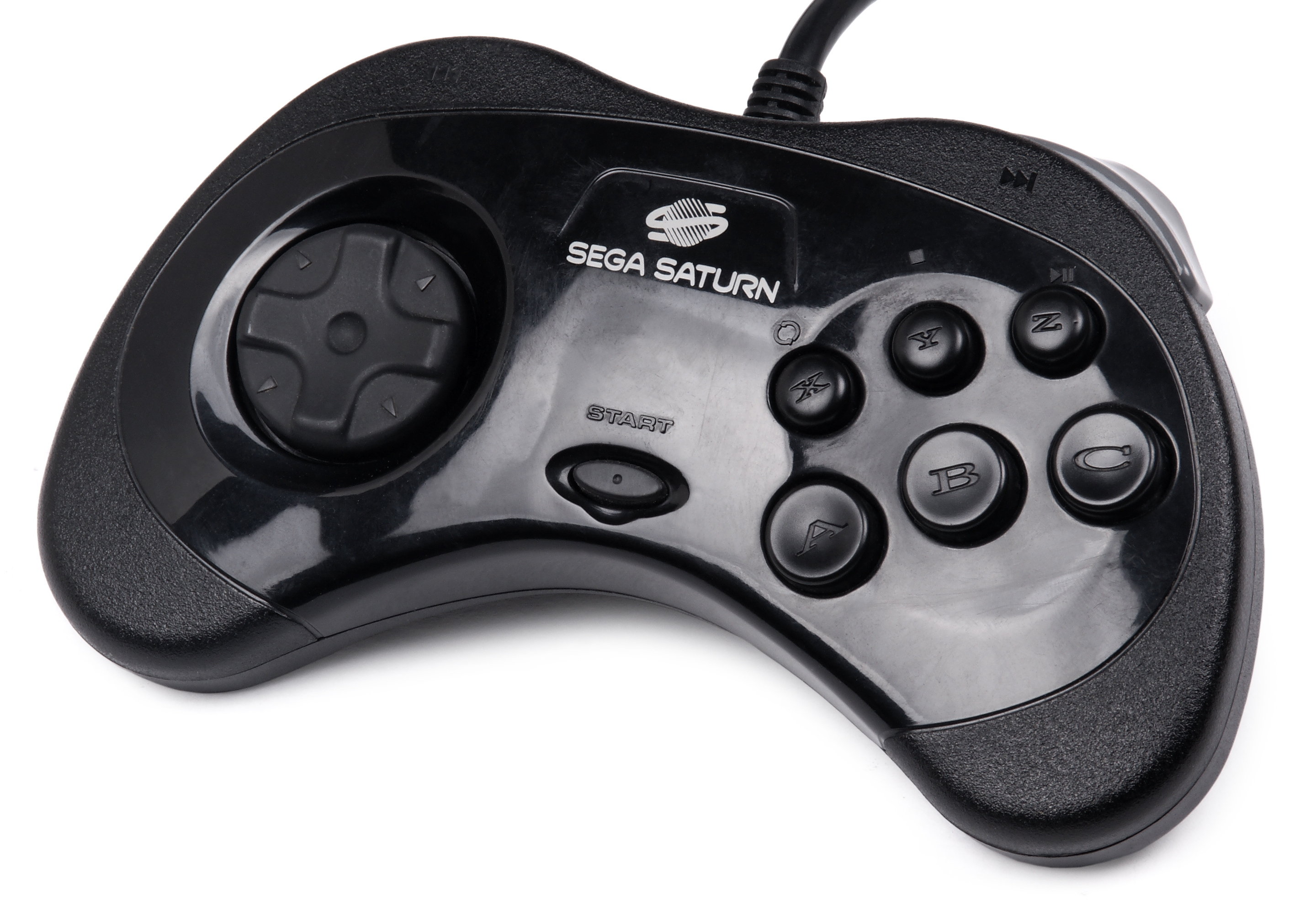
Sega Saturn
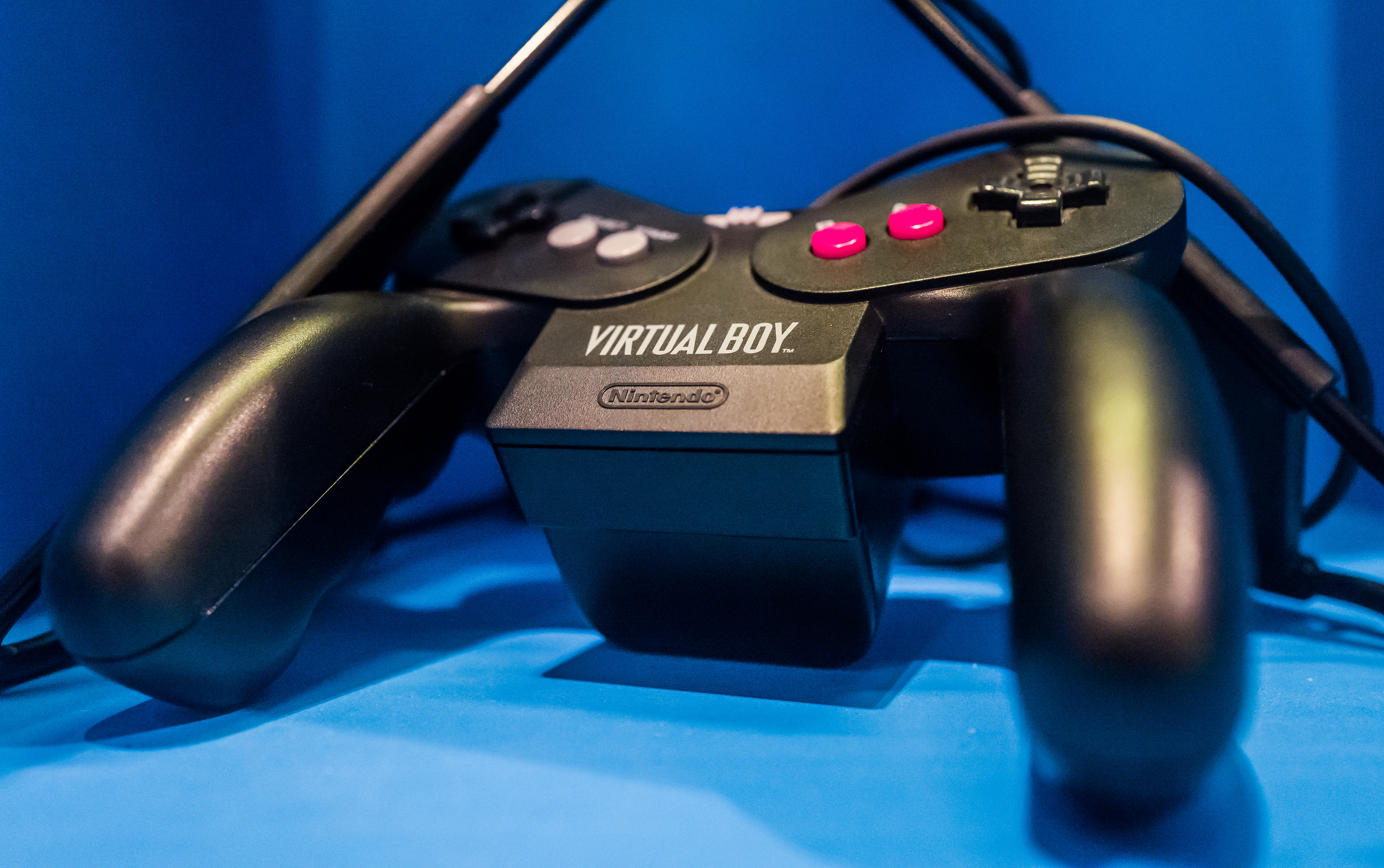
Nintendo Virtual Boy
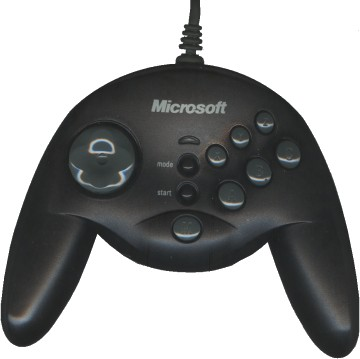
Microsoft SideWinder
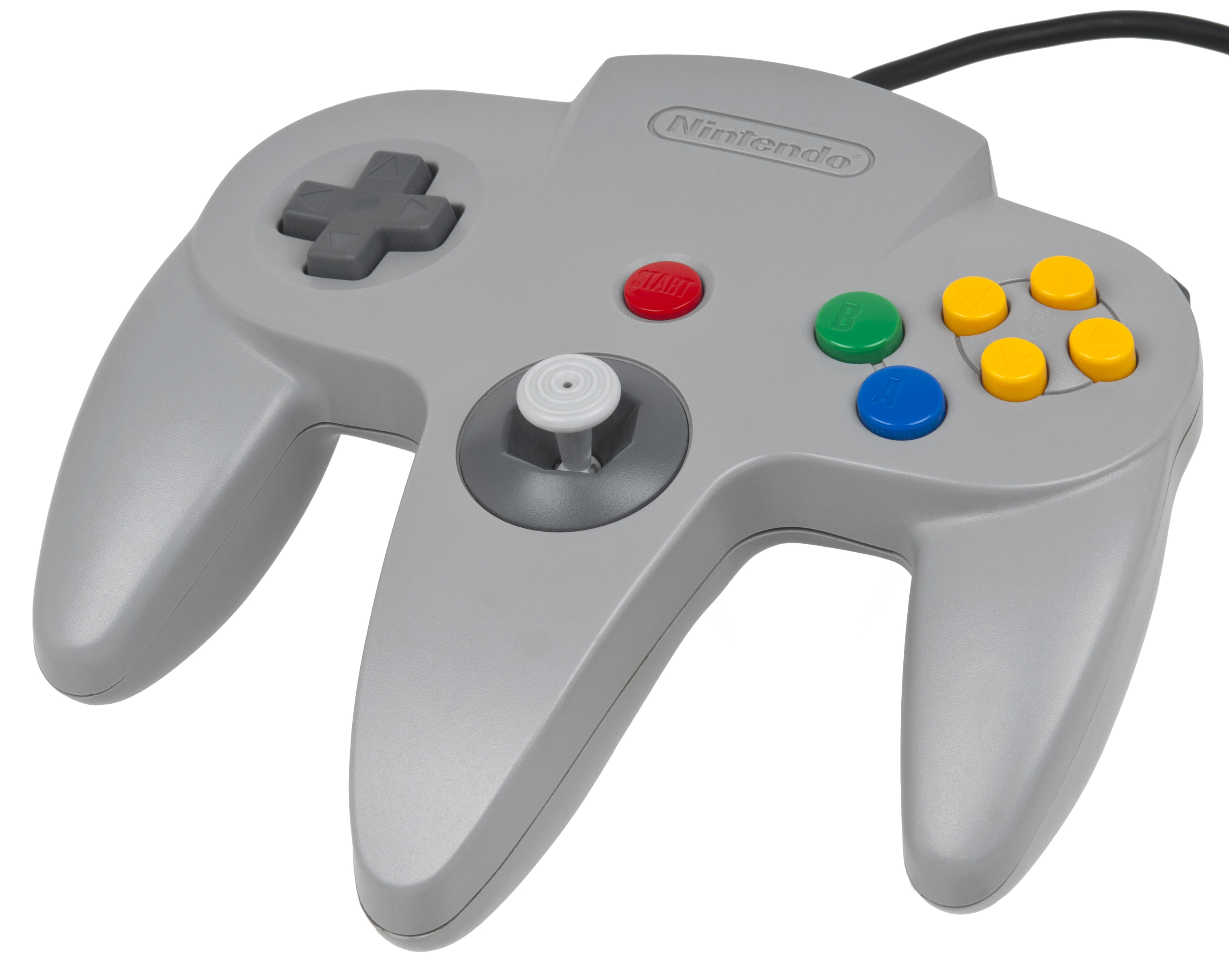
Nintendo 64
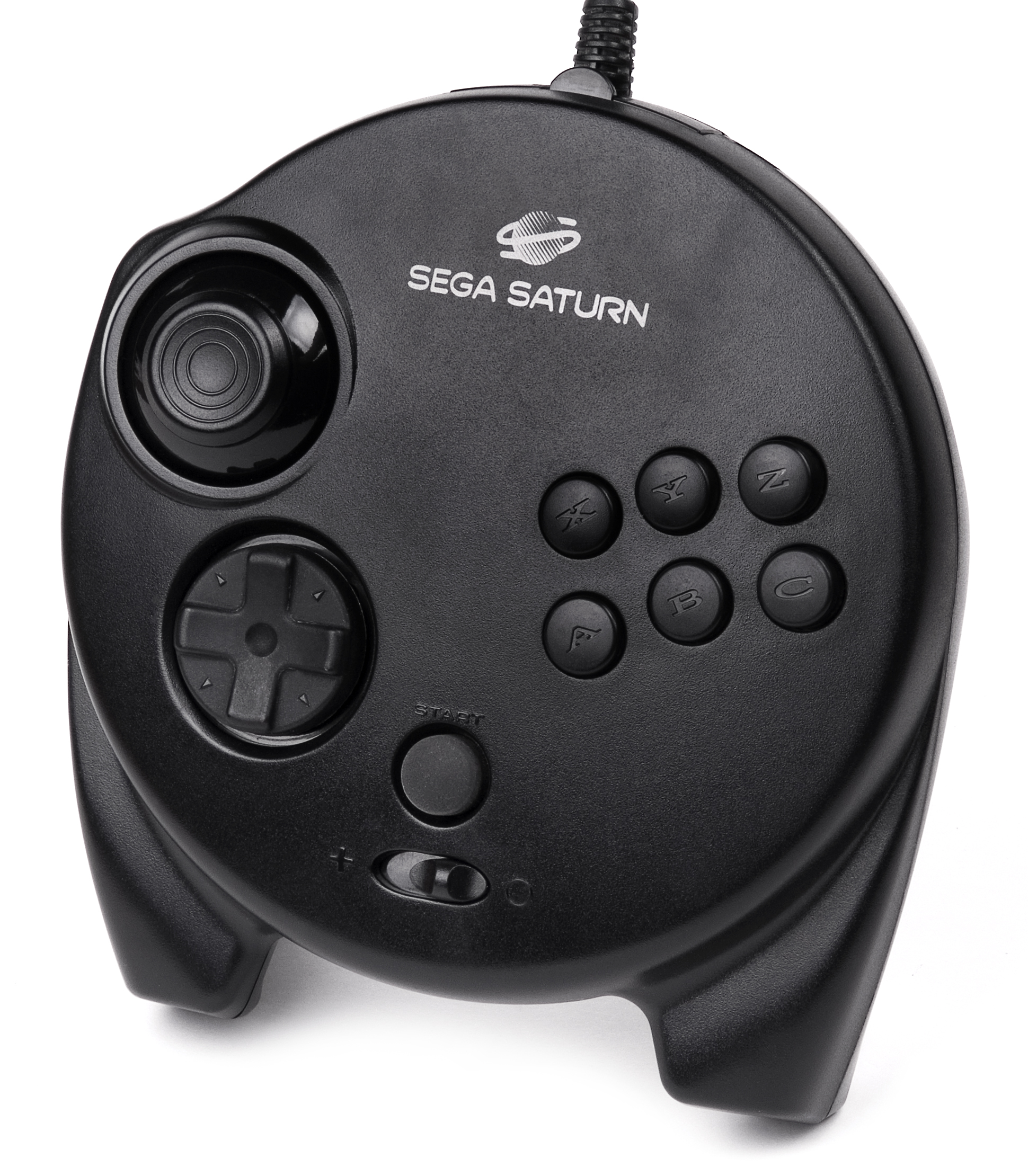
Sega Saturn 3D Control Pad
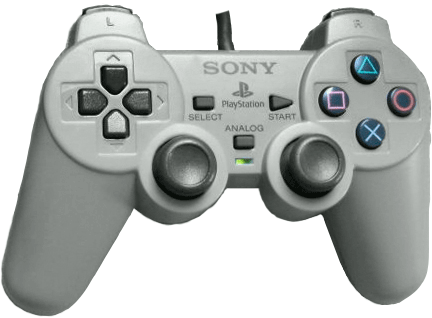
Sony PlayStation Dual Analog
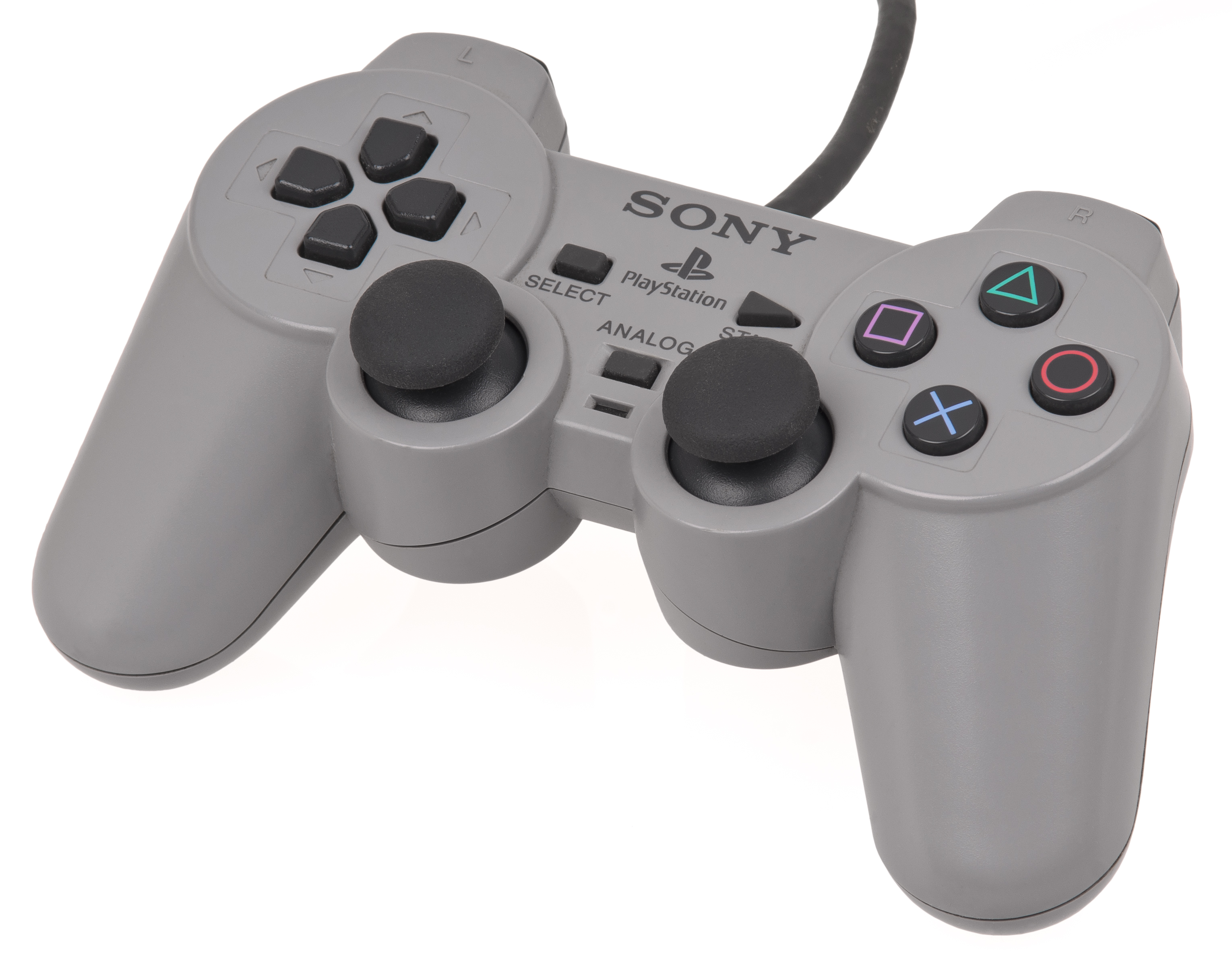
Sony PlayStation DualShock
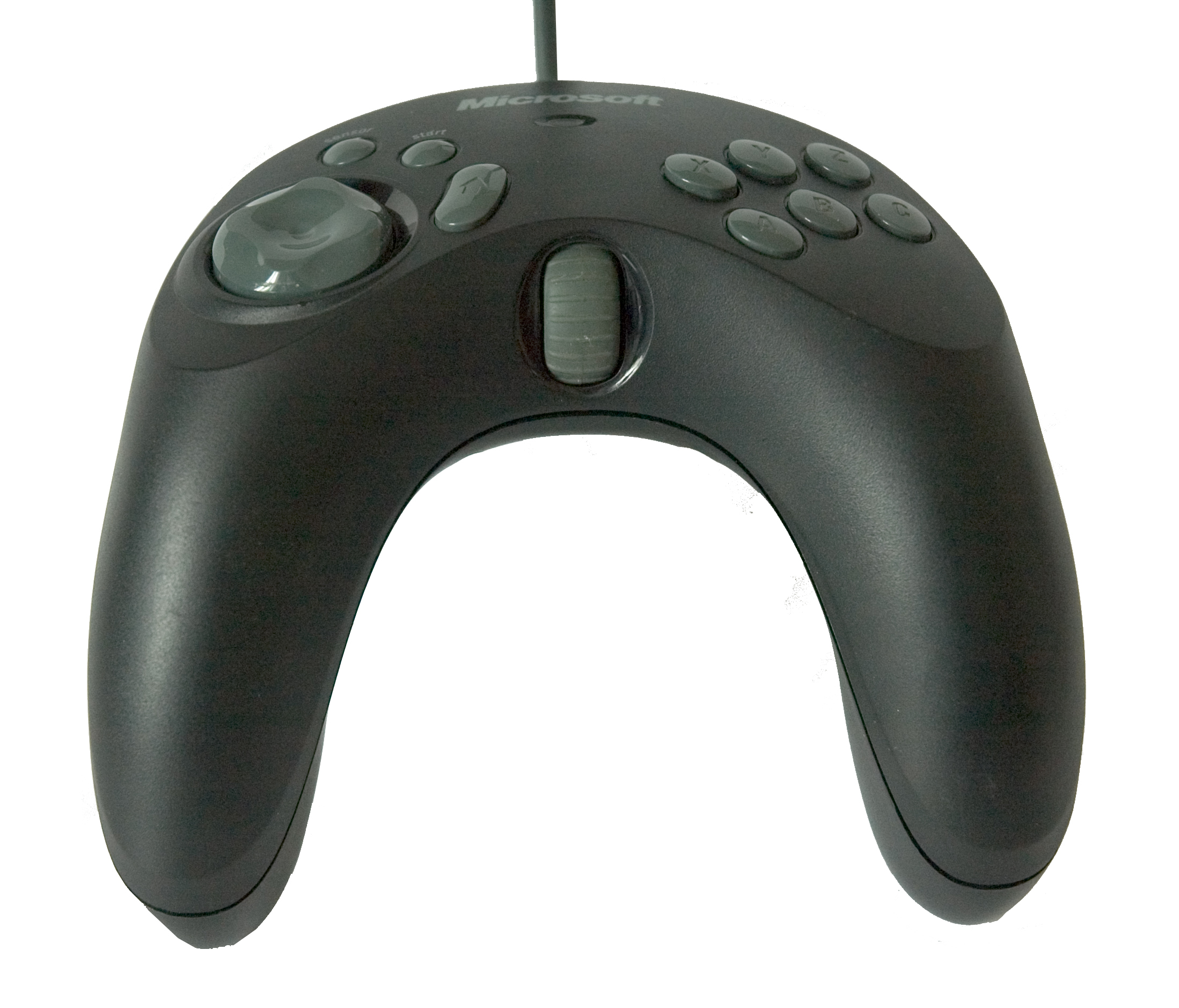
Microsoft SideWinder Freestyle Pro
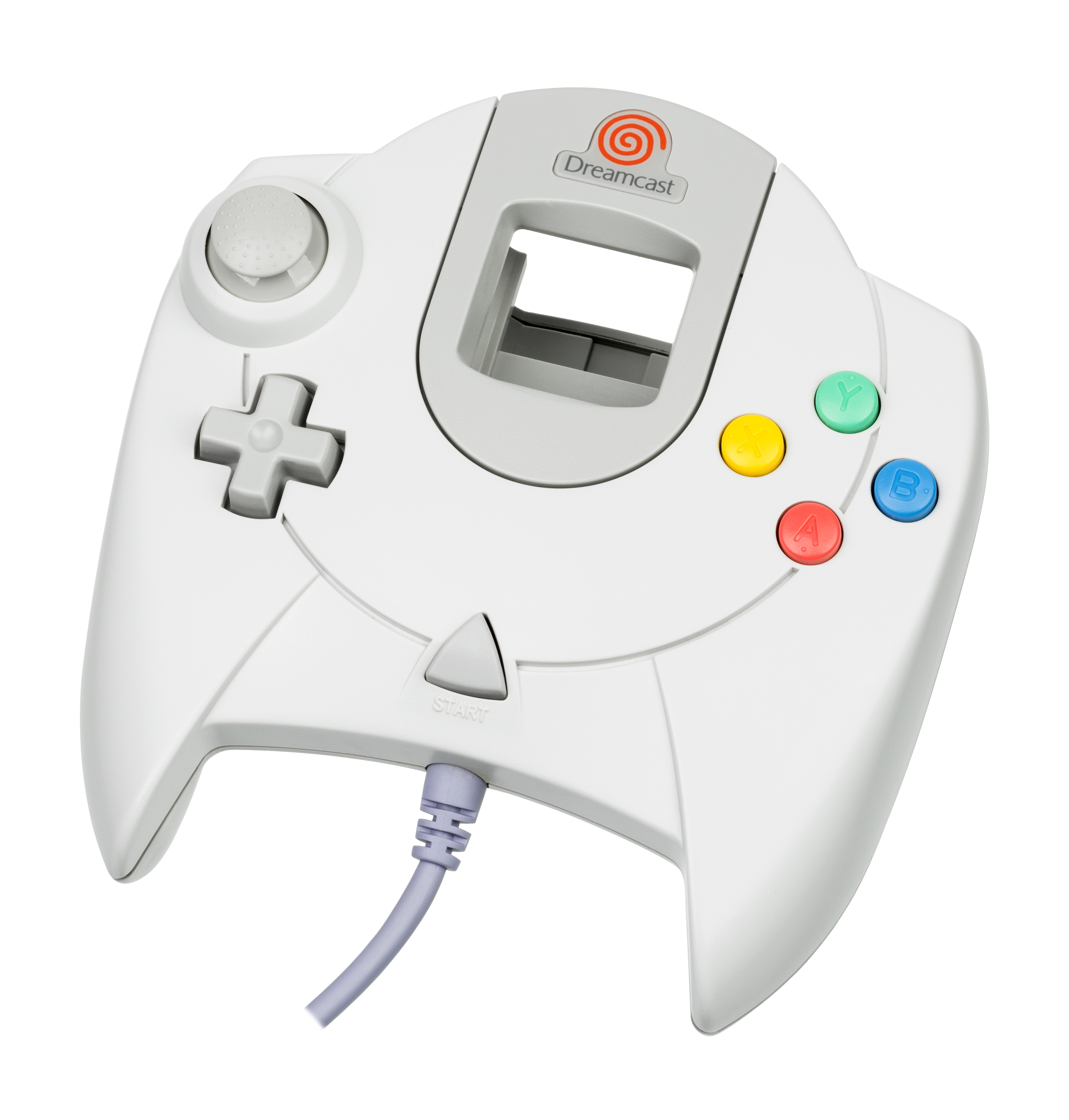
Sega Dreamcast
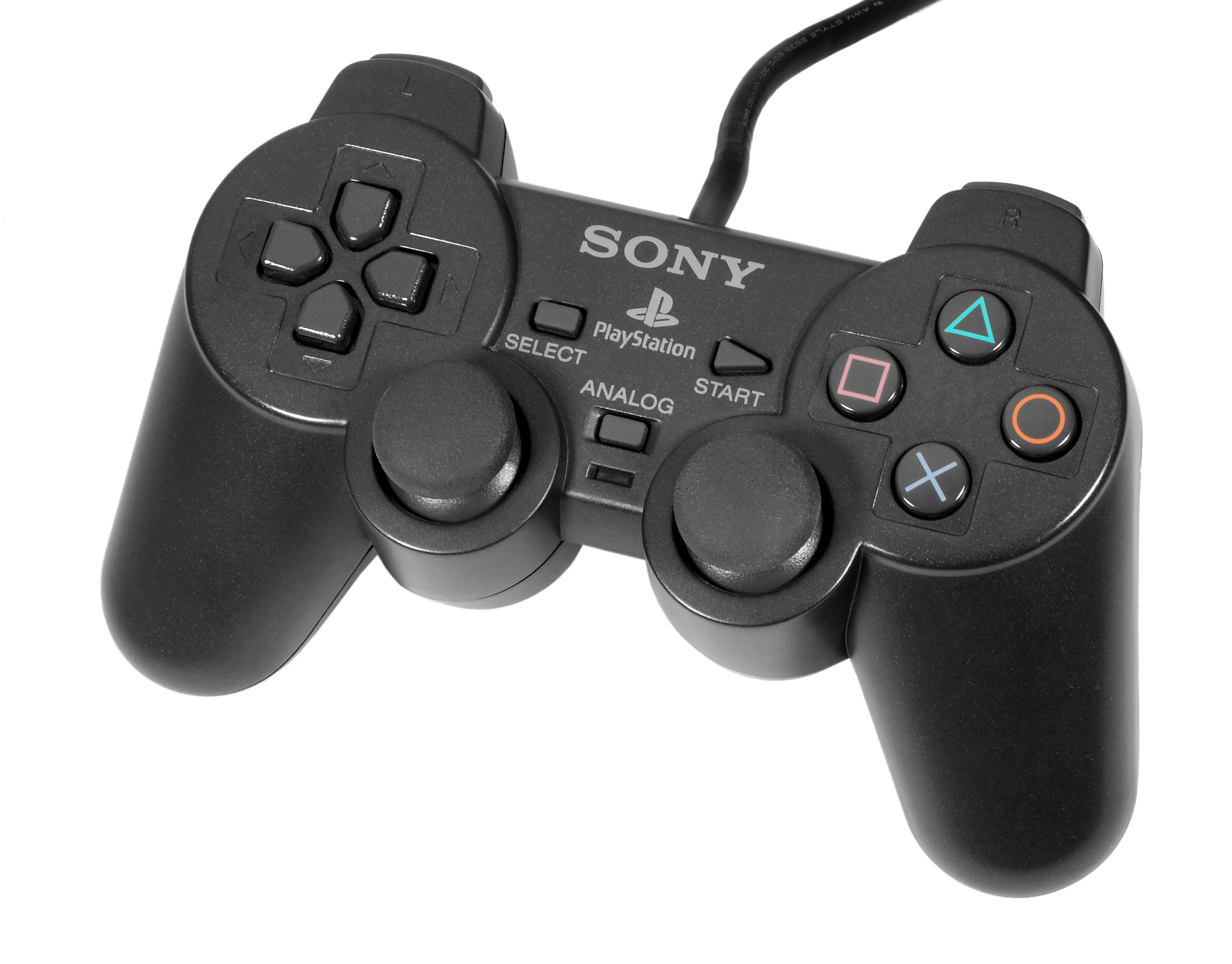
Sony PlayStation 2 DualShock 2
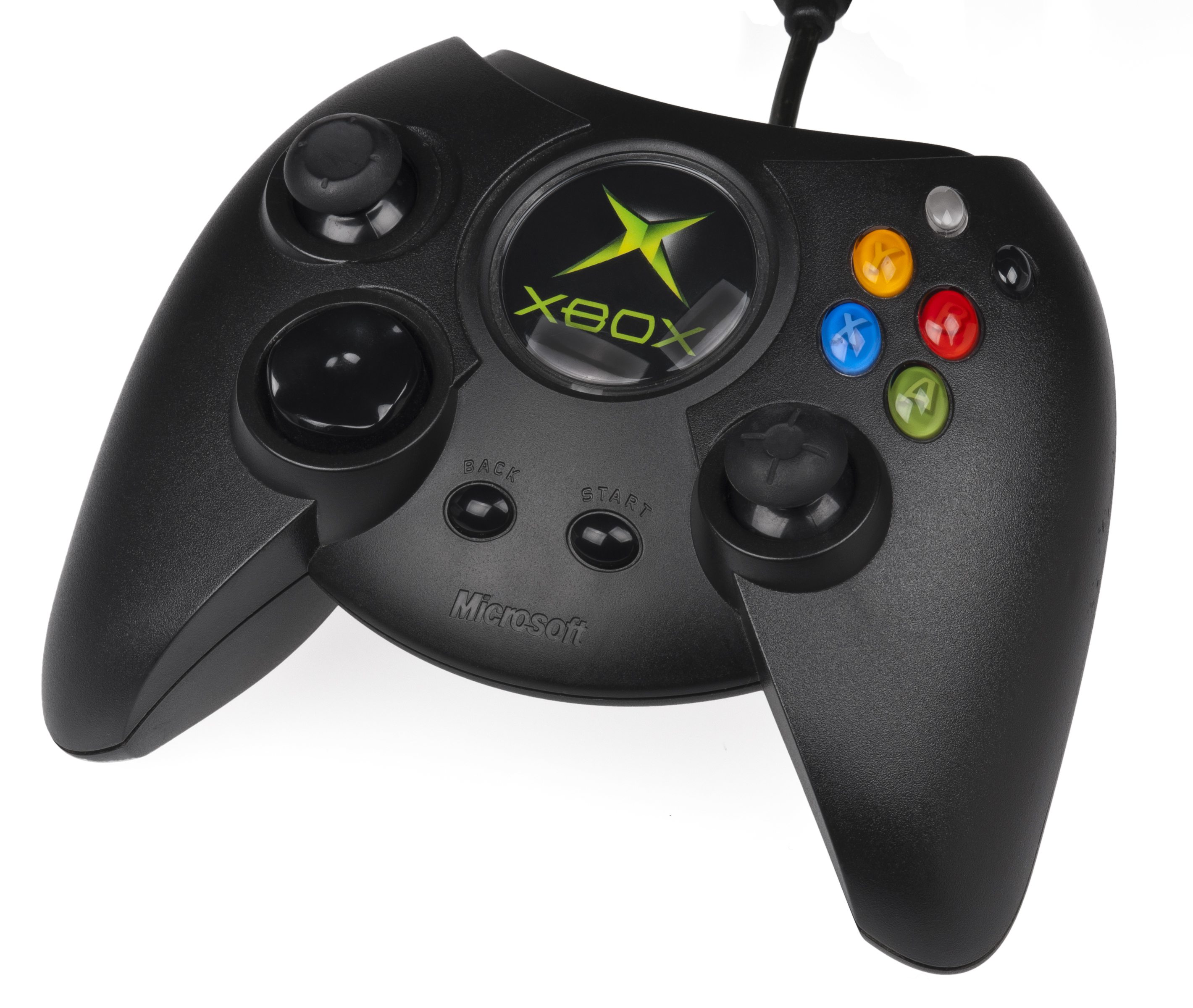
Microsoft Xbox Duke
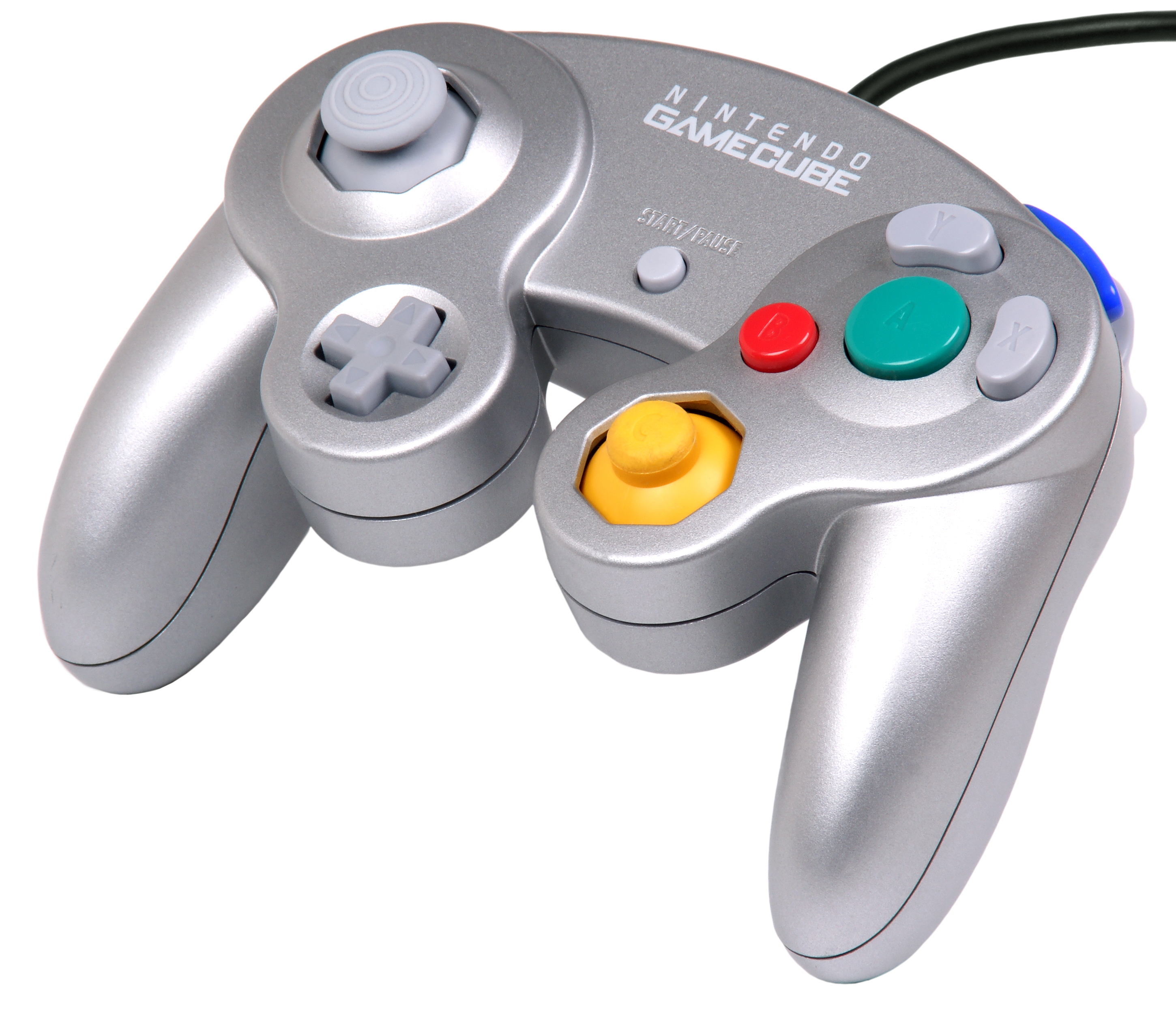
Nintendo Gamecube
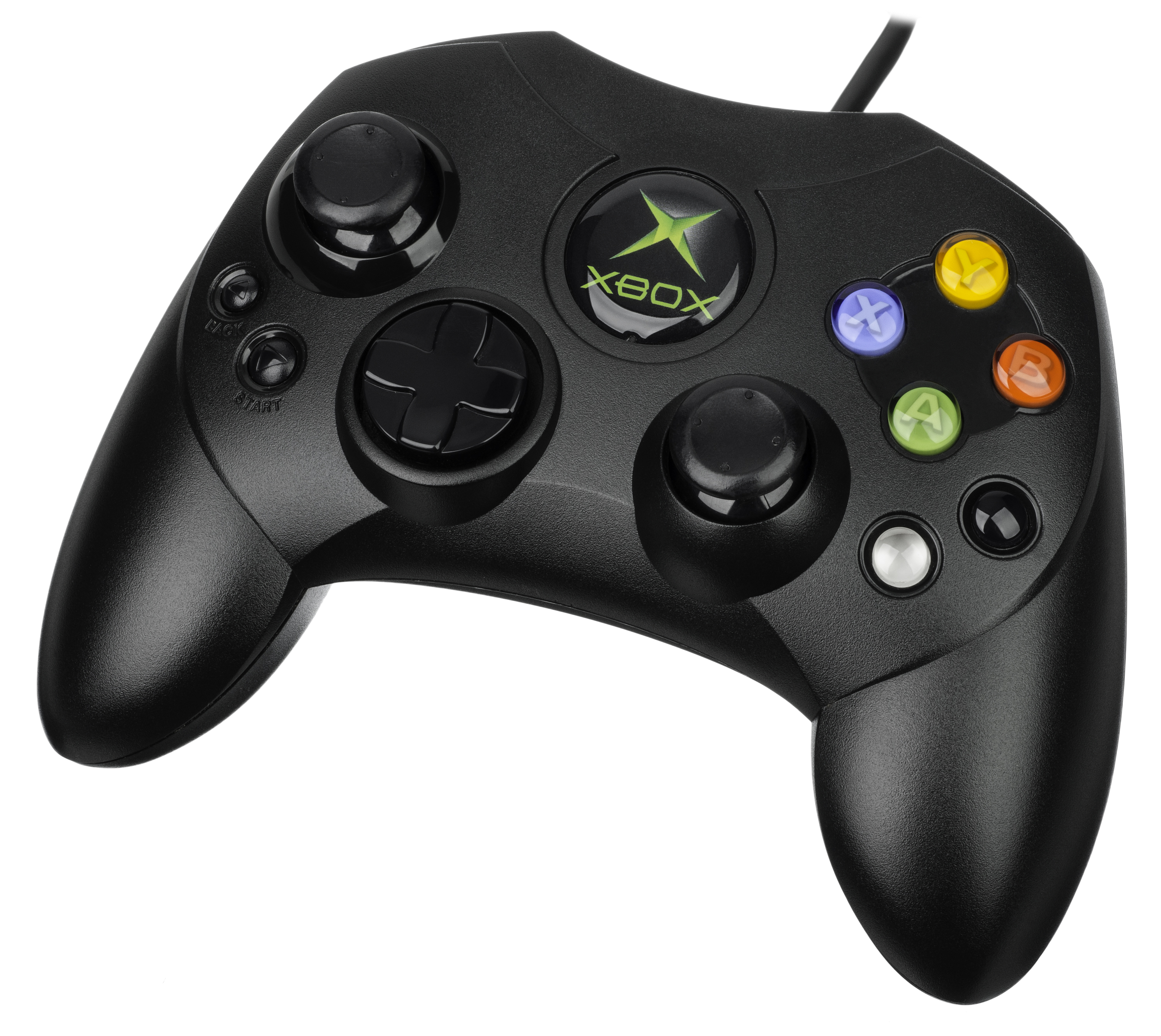
Microsoft Xbox S
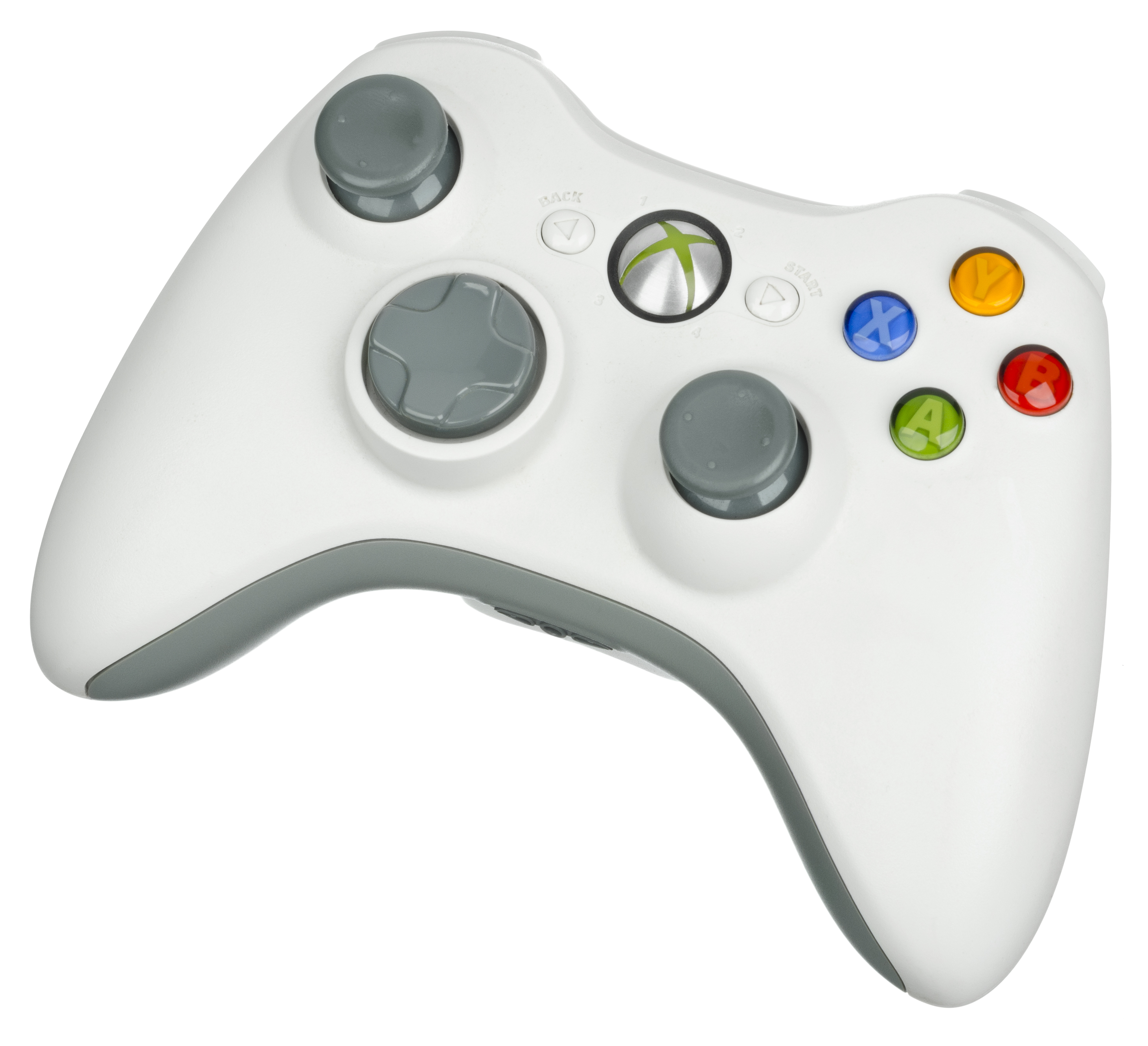
Microsoft Xbox 360
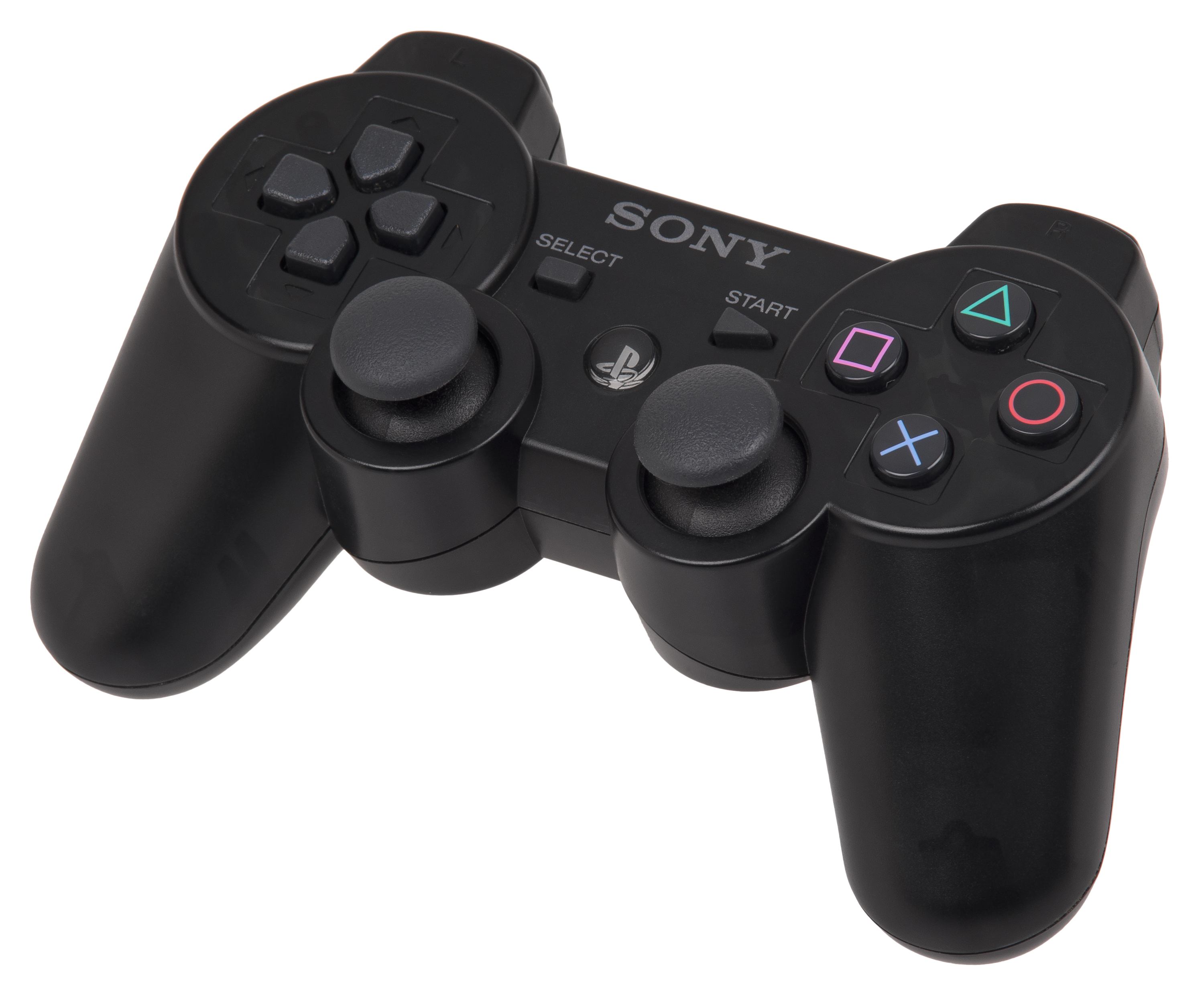
Sony PlayStation 3 Sixaxis / DualShock 3
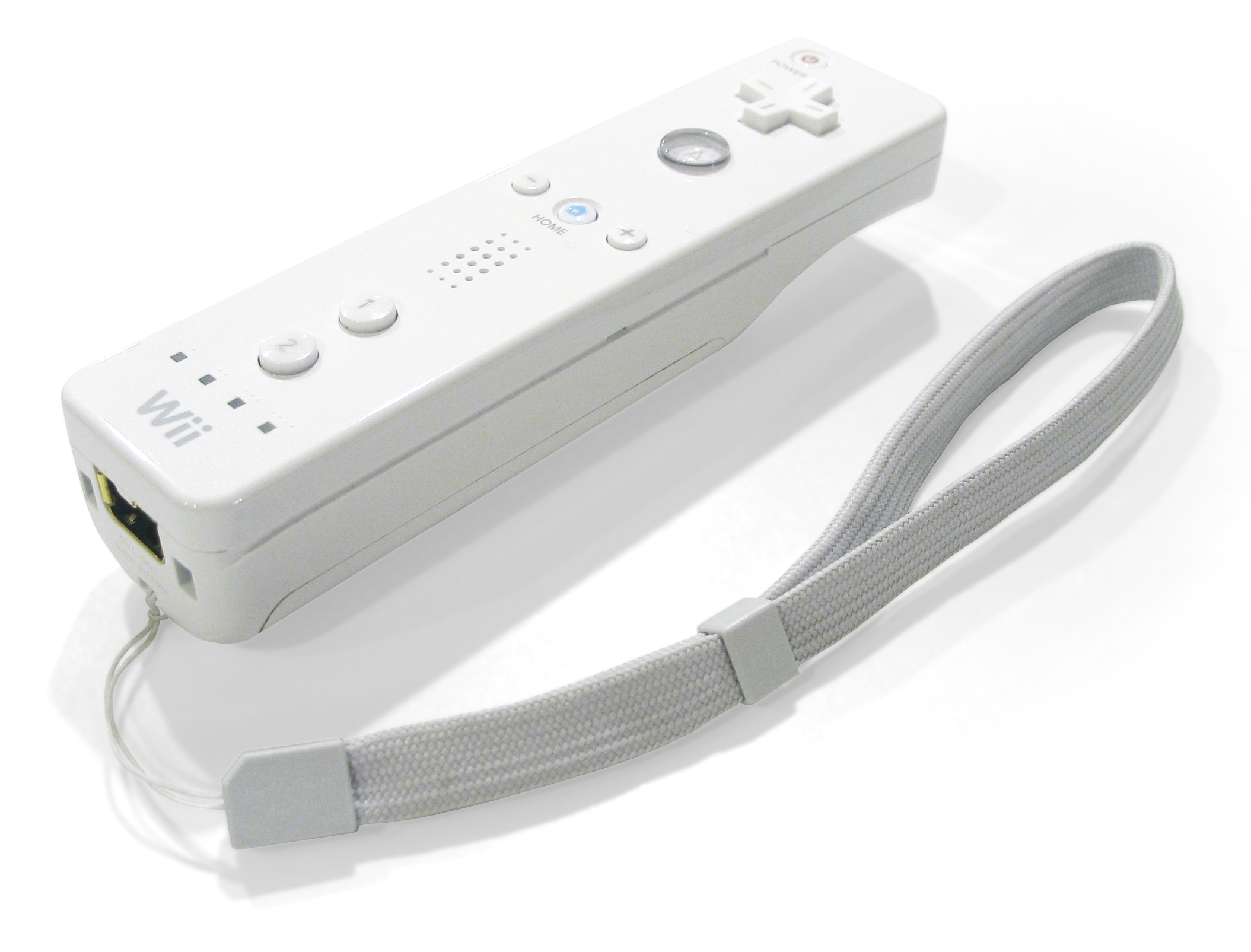
Nintendo Wii Wiimote
Nintendo Wii U
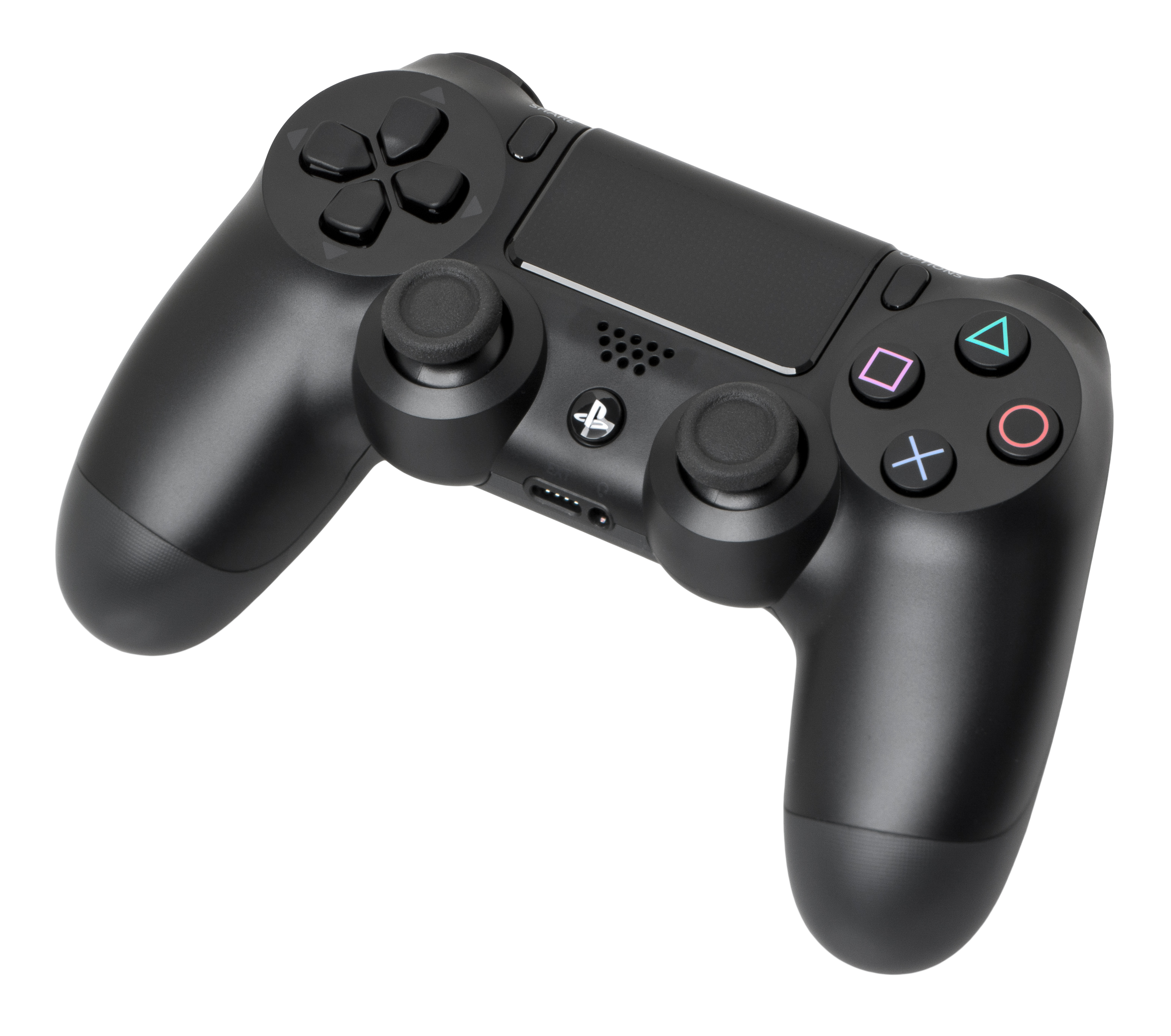
Sony Playstation 4 DualShock 4
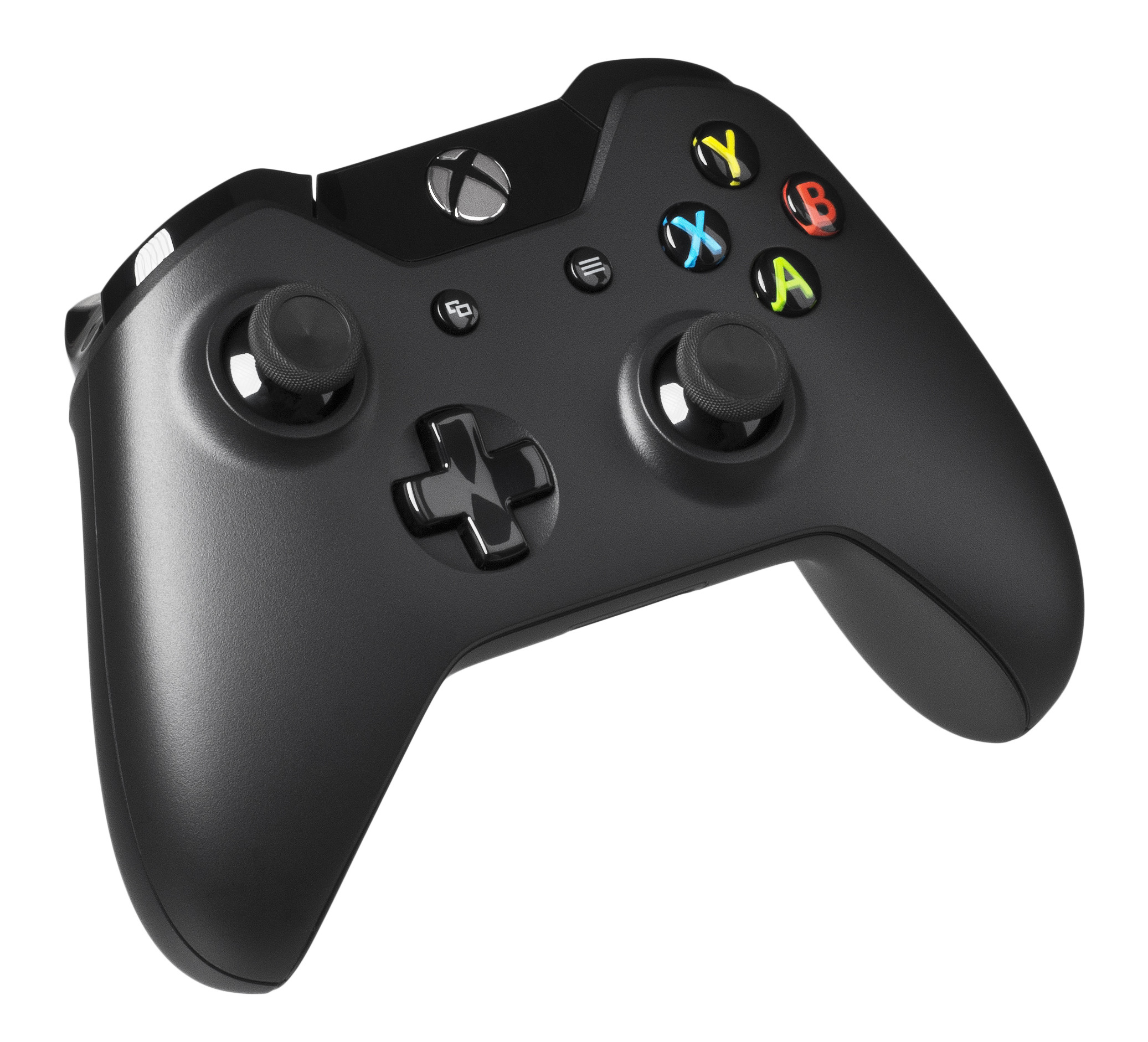
Microsoft Xbox One
Steam Controller
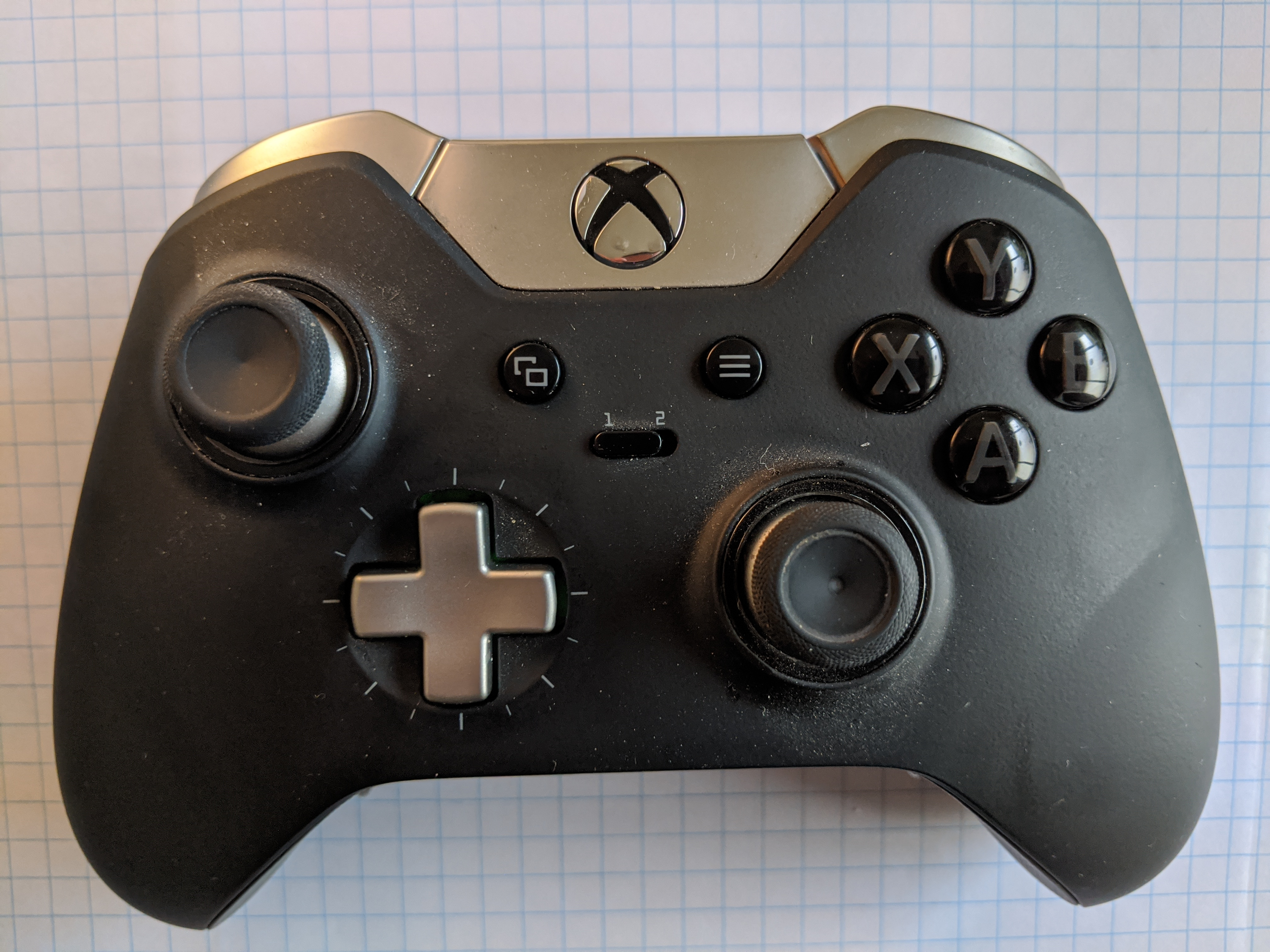
Microsoft Xbox One Elite
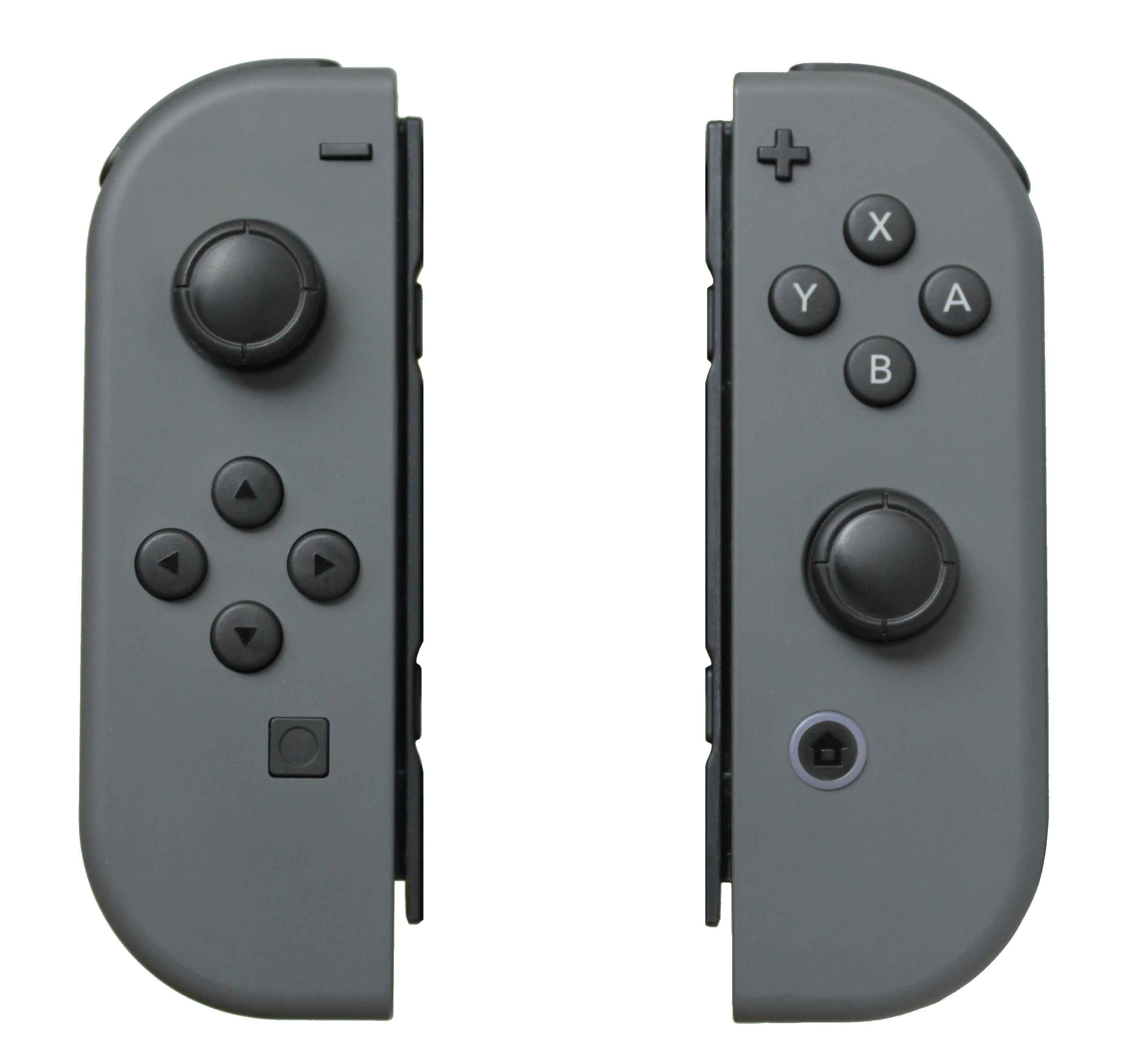
Nintendo Switch Joy-Con
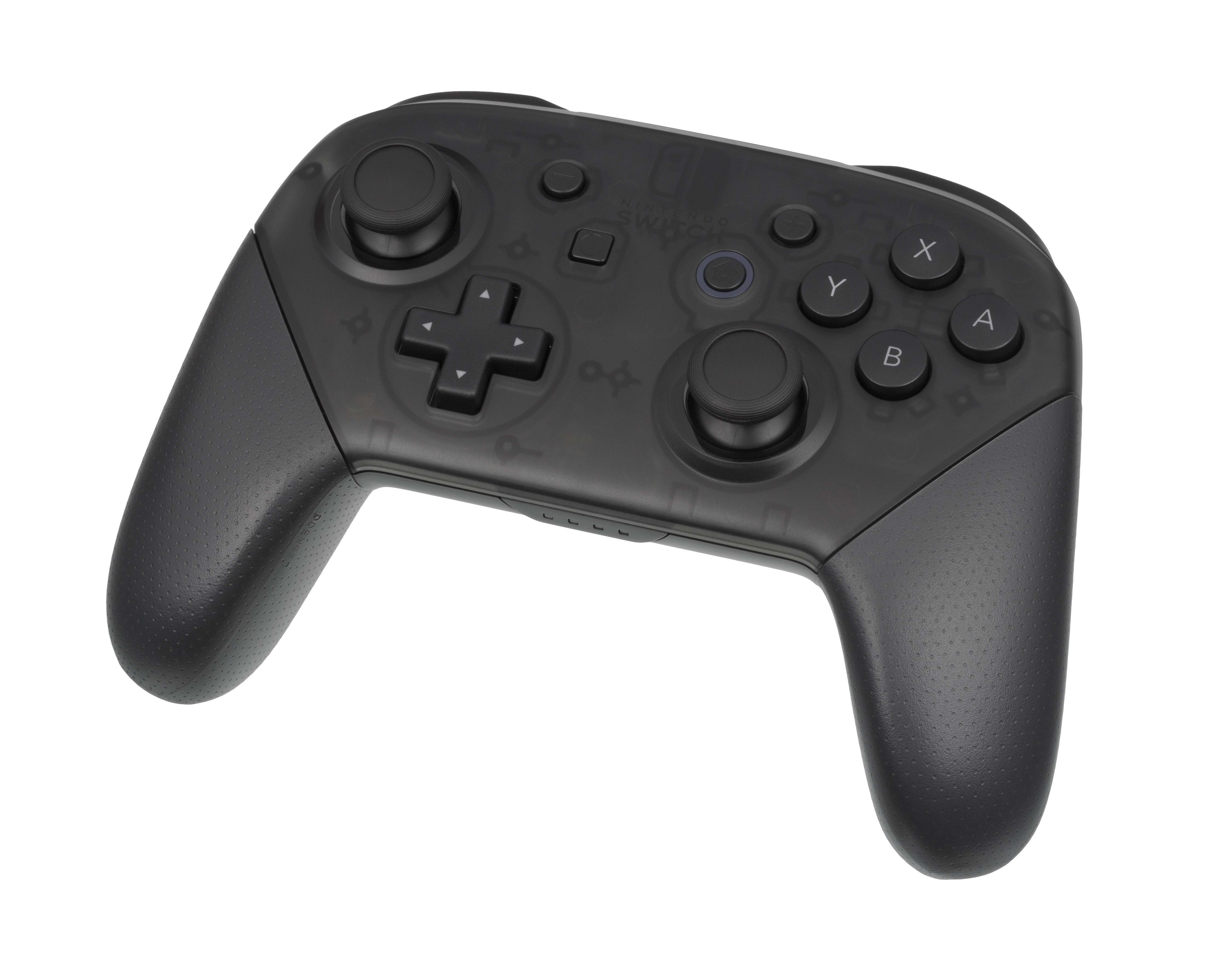
Nintendo Switch Pro
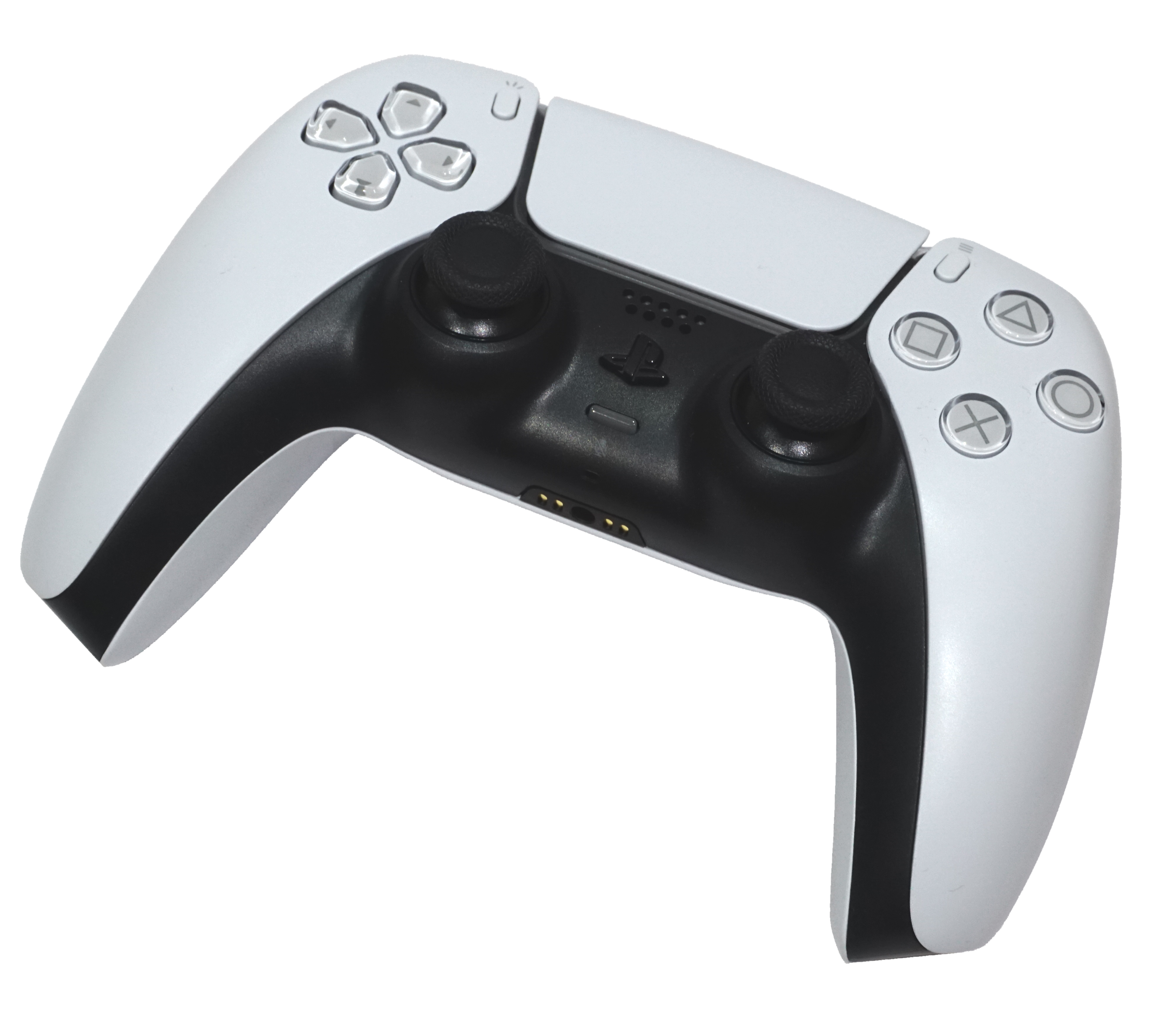
Sony PlayStation 5 DualSense
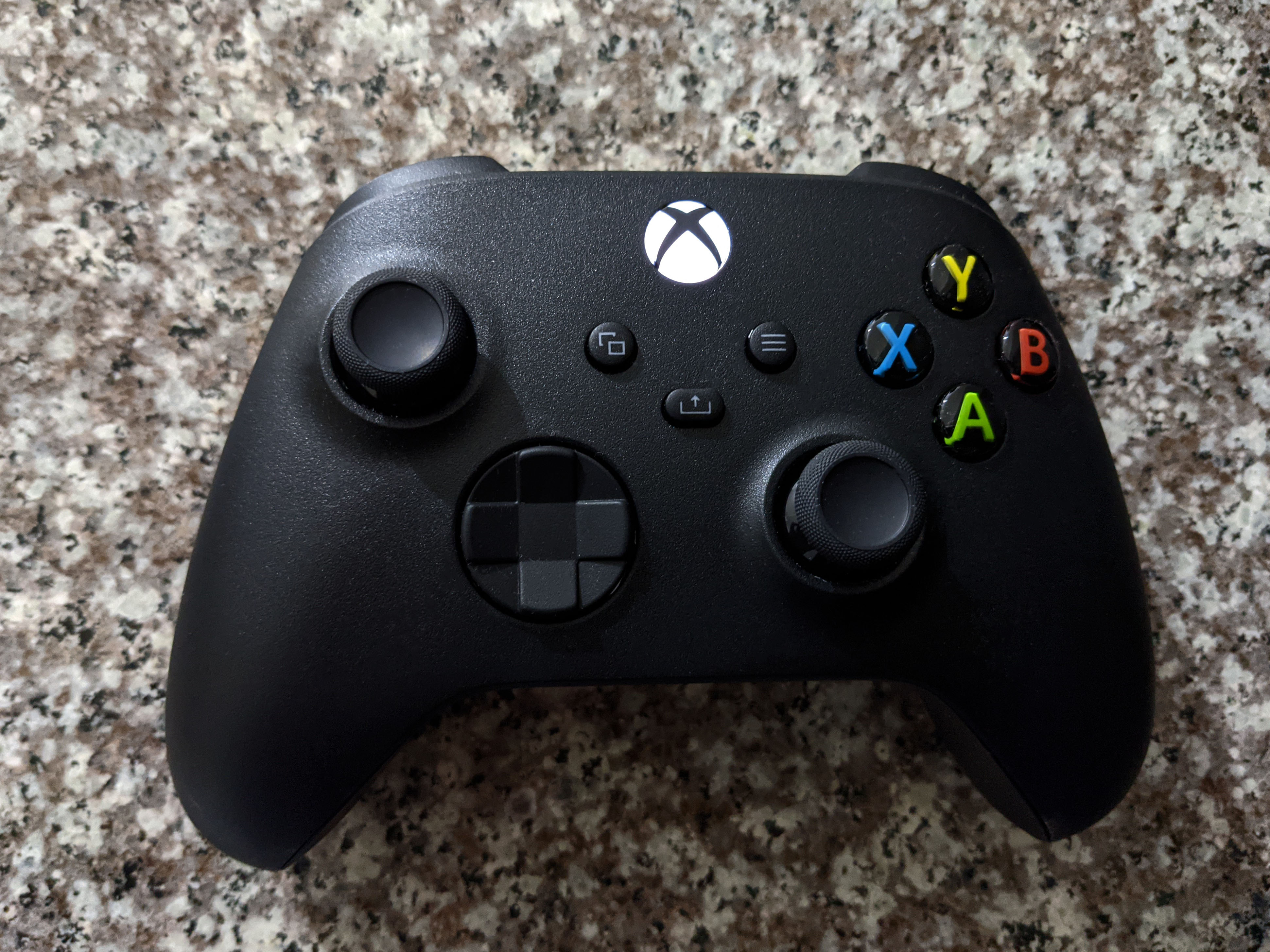
Microsoft Xbox Series S / Series X